# Silves (Portugal)
Silves é uma cidade portuguesa no distrito de Faro, região e sub-região do Algarve, com 6344 habitantes (2021). É sede do Município de Silves com 680,06 km² de área e 38 239 habitantes (censo de 2021), subdividido em 6 freguesias. O município é limitado a norte pelo município de Ourique, a nordeste por Almodôvar, a leste por Loulé, a sudeste por Albufeira, a sudoeste por Lagoa, a oeste por Portimão e Monchique e a noroeste por Odemira e a sul tem litoral no oceano Atlântico.
Silves foi, durante diversos séculos, a capital do actual Algarve, nomeadamente durante o domínio muçulmano, assim como no período da expansão marítima portuguesa. Pertence à rede das Cidades Cittaslow.
Nos últimos anos o número de turistas que visitam o município tem vindo a aumentar de forma substancial, destacando-se nomeadamente como destino de turismo de cultura. Silves é uma das cidades mais antigas de Portugal.

## História

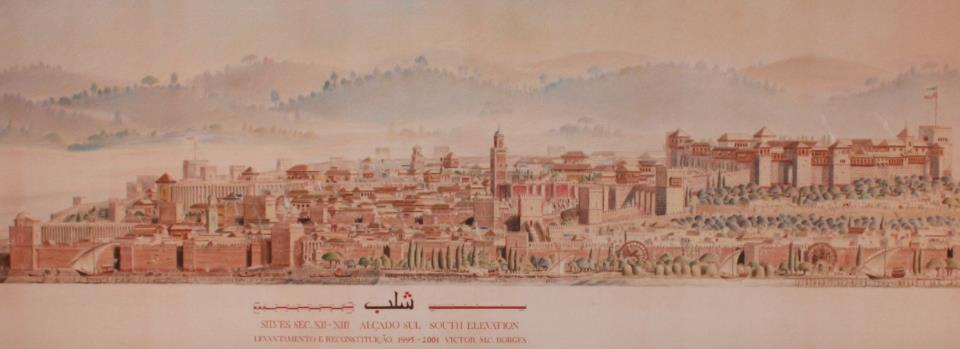
Reconstituição de Shelb (Silves) em 1230

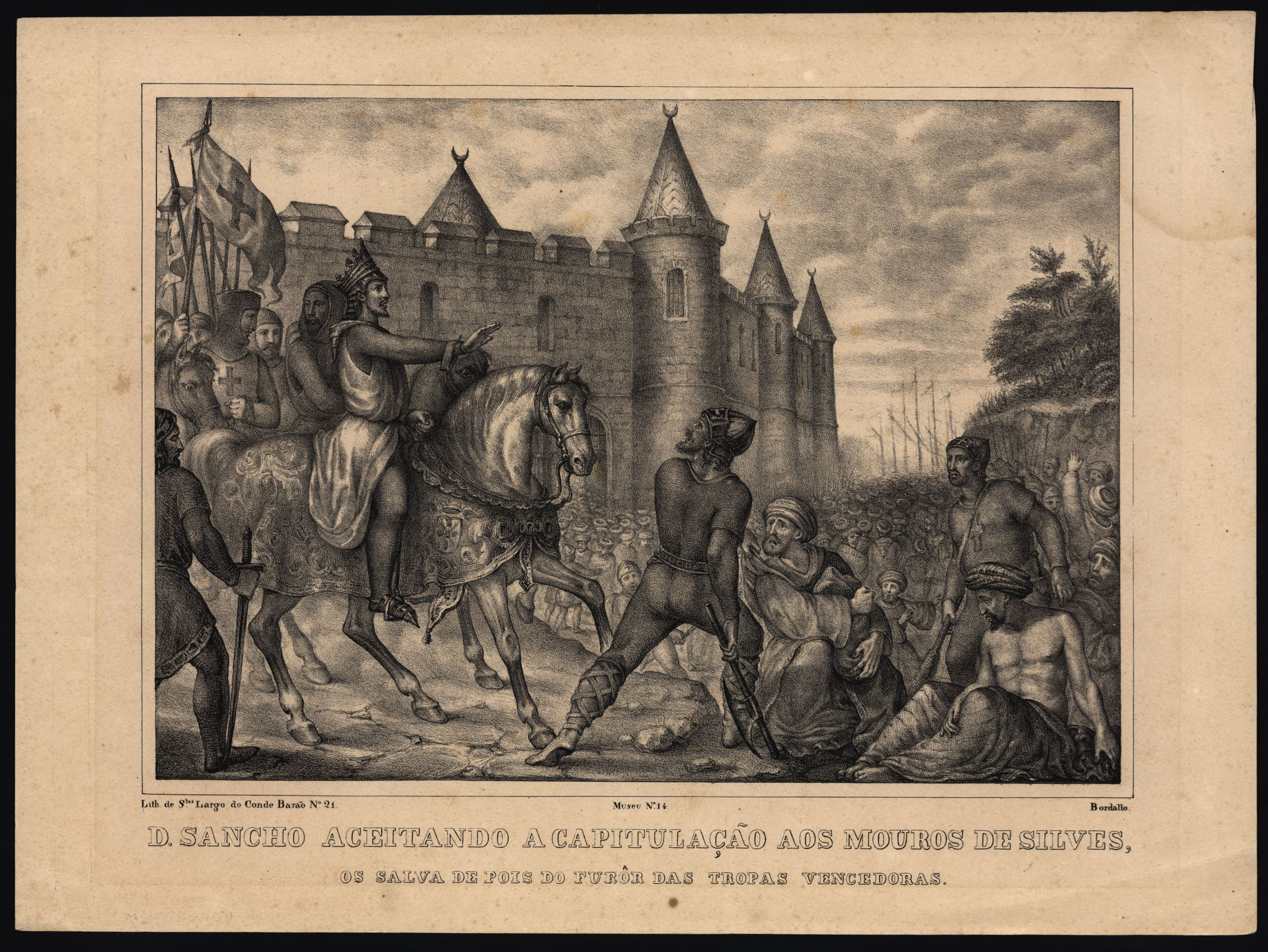
Gravura representando a rendição dos mouros de Silves, em 1189.

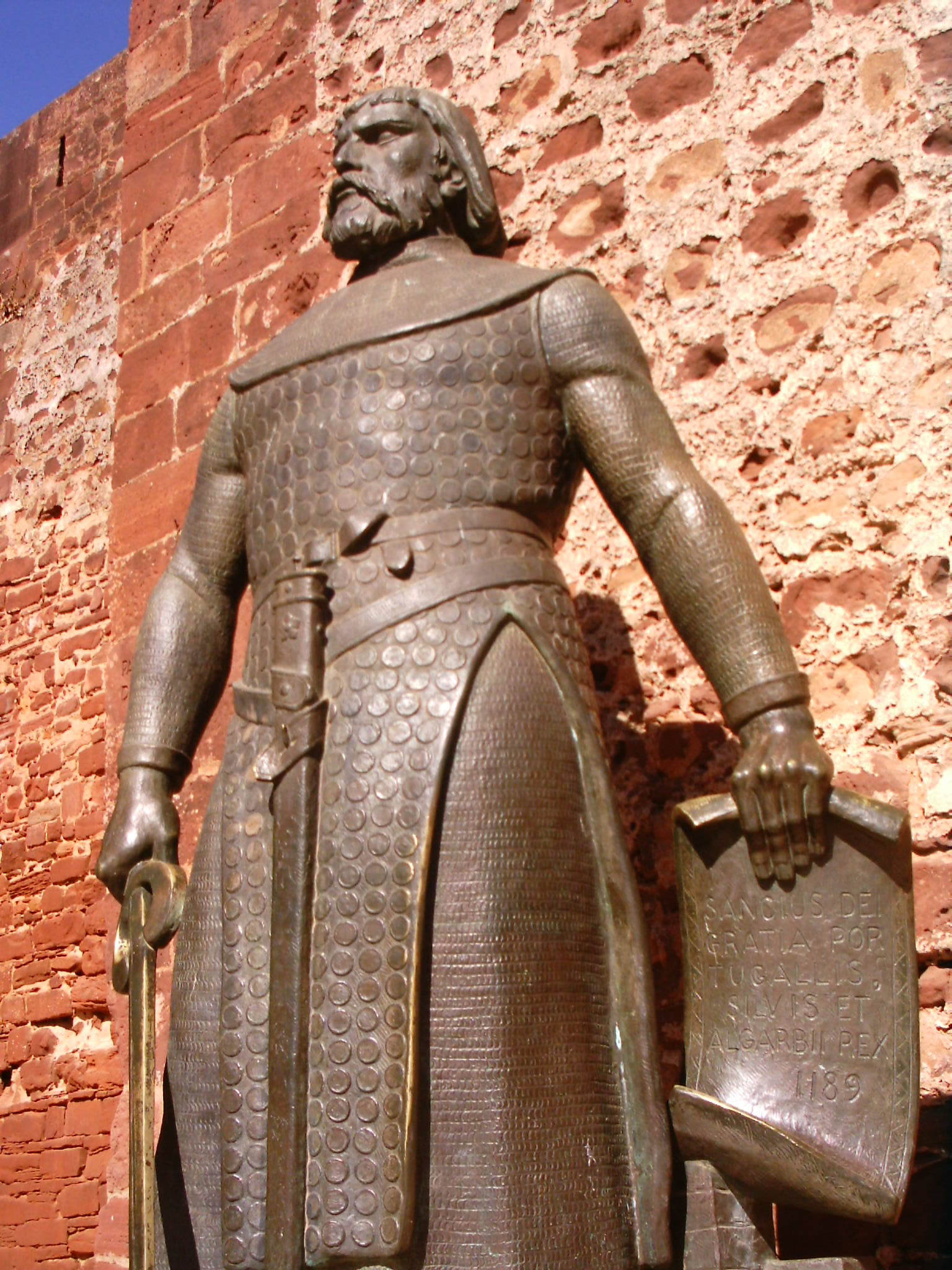
Estátua de D. Sancho I, no Castelo de Silves. Rei que reconquistou a cidade

### Origem do nome
O povoamento da região data desde o Paleolítico, sendo esta uma área de assentamento de povos, como os Cónios e os Célticos. Posteriormente, durante o domínio romano, chamar-se-ia Cilpes, nome que surge em algumas moedas romanas cunhadas nesse local no século I a.C.. Um dos espécimes encontrados apresenta no obverso o nome Cilpes entre duas espigas deitadas e no reverso um cavalo a galope, para a esquerda. Os vestígios romanos estão presentes um pouco por todo o município silvense.
Com a queda do Império Romano, e as invasões dos povos germânicos, Cilpes ou Silves foi integrada no reino dos Visigodos, no século V. As primeiras fortificações erguidas no Castelo de Silves podem ter tido origem no período romano, sobre um castro lusitano ou mais tarde pelos Visigodos.
Xelb, Xilb ou al-Shilb era a cidade de Silves durante o domínio muçulmano. Foi onde o poeta e terceiro e último rei Abábida da Taifa de Sevilha, al-Mu'tamid, viveu enquanto ainda príncipe.
O aspeto de Xelb por volta de 1230 foi notavelmente reconstituído pelo artista plástico Victor Borges num conjunto de painéis.
A primeira tentativa da reconquista de Silves, por parte de D. Sancho I, teve início nos começos de 1189, com o auxílio de uma frota de cruzados nórdicos, principalmente dinamarqueses, e de frísios, dos Países Baixos. Posteriormente, o rei português interceptou uma nova frota de cruzados que ia caminho da Terra Santa. Logrou firmar um acordo com estes: a troco da ajuda prestada, poderiam saquear a cidade. Esta nova vaga de soldados era composta por ingleses, alemães e flamengos. A esquadra, constituída por trinta e seis navios de alto bordo e por aproximadamente três mil e quinhentos soldados fortemente armados, partiu do Tejo a 16 de Julho, chegando a Silves quatro dias depois. Sancho I intentou a conquista de Silves, à qual impôs um duro sítio que durou até 3 de Setembro. O rei português prestou-se a grandes esforços que visavam impedir que os guerreiros estrangeiros se entregassem a grandes matanças. Não obstante, o resultado do cerco e dos ataques provou-se desastroso; uma considerável porção da população foi morta e a cidade fortemente pilhada e destruída. Alguns dos sobreviventes partiram rumo a Sevilha, onde encontraram refúgio. Dois anos depois, o miramolim de Marrocos retomou-a, passando-a novamente para as mãos dos mouros que por mais meio século voltariam a controlá-la. Em 1242, D. Paio Peres Correia reconquistou-a definitivamente para os portugueses, no reinado de D. Afonso III.
Em 1266, D. Afonso III concede o foral Afonsino a Silves. Nos séculos seguintes a cidade teve uma relevância acentuada na expansão marítima, tendo o Infante D. Henrique sido recebido como alcaide-mor da cidade em 1457, na qual viveu antes de se ter mudado para Lagos e depois para Sagres.
Em 1495, D. João II morreu inesperadamente em Alvor, próximo a Silves, e seu corpo foi provisoriamente sepultado na capela-mor da Sé. Em 1499, com a presença de D. Manuel em Silves, os restos de D. João II foram exumados e transladados ao Mosteiro da Batalha, onde foram sepultados definitivamente. Esse evento é recordado por uma lápide com inscrições góticas localizada na capela-mor da Sé e possivelmente pela construção da Cruz de Portugal, situada já fora do centro da cidade. O sismo de 1755, a reanimação dos portos de Lagos e Tavira, assim como as actividades norte-africanas, afectaram enormemente a cidade de Silves, que só no século XIX começou a recuperar a sua importância, graças principalmente ao desenvolvimento industrial. No final deste século e principalmente no século XX, devido à construção do caminho de ferro e à abertura de importantes estradas, Silves inicia a sua recuperação e ascensão, tornando-se nessa altura numa importante zona agrícola e um centro de produção de frutos secos e de indústria corticeira. Silves foi, em séculos passados, capital do Algarve, perdendo esse estatuto em parte devido ao assoreamento do rio Arade, acontecimento esse que diminuiu alguma da sua importância portuária e, por conseguinte, económica. Segundo José Hermano Saraiva, Silves foi, durante o domínio muçulmano, uma colónia de iemenitas.  A cidade de Silves tem cinco monumentos nacionais.

## Freguesias

Freguesias do município de Silves

O município de Silves está dividido em 6 freguesias:
| Freguesia                  | Residentes (2011) | Residentes (2021) |
| -------------------------- | ----------------- | ----------------- |
| Alcantarilha e Pêra        | 4972              | 5004              |
| Algoz e Tunes              | 6491              | 6857              |
| Armação de Pêra            | 4867              | 6003              |
| São Bartolomeu de Messines | 8430              | 8164              |
| São Marcos da Serra        | 1352              | 1114              |
| Silves                     | 11014             | 10671             |
| Total                      | 37126             | 37813             |

## Demografia
De acordo com os dados do INE o distrito de Faro registou em 2021 um acréscimo populacional na ordem dos 3.7% relativamente aos resultados do censo de 2011. No concelho de Silves esse acréscimo rondou os 1.8%. 

Número de habitantes "residentes", ou seja, que tinham a residência oficial neste município à data em que os censos se realizaram:
| Número de habitantes por Grupo Etário ★★ | Número de habitantes por Grupo Etário ★★ | Número de habitantes por Grupo Etário ★★ | Número de habitantes por Grupo Etário ★★ | Número de habitantes por Grupo Etário ★★ | Número de habitantes por Grupo Etário ★★ | Número de habitantes por Grupo Etário ★★ | Número de habitantes por Grupo Etário ★★ | Número de habitantes por Grupo Etário ★★ | Número de habitantes por Grupo Etário ★★ | Número de habitantes por Grupo Etário ★★ | Número de habitantes por Grupo Etário ★★ | Número de habitantes por Grupo Etário ★★ | Número de habitantes por Grupo Etário ★★ |
| ---------------------------------------- | ---------------------------------------- | ---------------------------------------- | ---------------------------------------- | ---------------------------------------- | ---------------------------------------- | ---------------------------------------- | ---------------------------------------- | ---------------------------------------- | ---------------------------------------- | ---------------------------------------- | ---------------------------------------- | ---------------------------------------- | ---------------------------------------- |
|                                          | 1900                                     | 1911                                     | 1920                                     | 1930                                     | 1940                                     | 1950                                     | 1960                                     | 1970                                     | 1981                                     | 1991                                     | 2001                                     | 2011                                     | 2021                                     |
| 0-14 Anos                                | 10 880                                   | 12 026                                   | 11 599                                   | 11 442                                   | 10 877                                   | 9 276                                    | 7 424                                    | 4 735                                    | 5 821                                    | 5 529                                    | 4 401                                    | 5 129                                    | 5 107                                    |
| 15-24 Anos                               | 5 398                                    | 5 623                                    | 6 064                                    | 7 003                                    | 6 450                                    | 7 120                                    | 5 302                                    | 3 915                                    | 4 229                                    | 4 187                                    | 4 229                                    | 3 499                                    | 3 430                                    |
| 25-64 Anos                               | 11 701                                   | 12 163                                   | 12 911                                   | 14 426                                   | 16 059                                   | 18 300                                   | 17 177                                   | 13 465                                   | 15 705                                   | 16 498                                   | 17 527                                   | 20 155                                   | 19 793                                   |
| = ou > 65 Anos                           | 1 436                                    | 1 837                                    | 1 762                                    | 1 927                                    | 2 430                                    | 2 816                                    | 3 465                                    | 3 640                                    | 5 634                                    | 6 710                                    | 7 673                                    | 8 343                                    | 9 436                                    |

★★ De 1900 a 1950 os dados referem-se à população "de facto", ou seja, que estava presente no município à data em que os censos se realizaram. Daí que se registem algumas diferenças relativamente à designada população residente	

## Economia

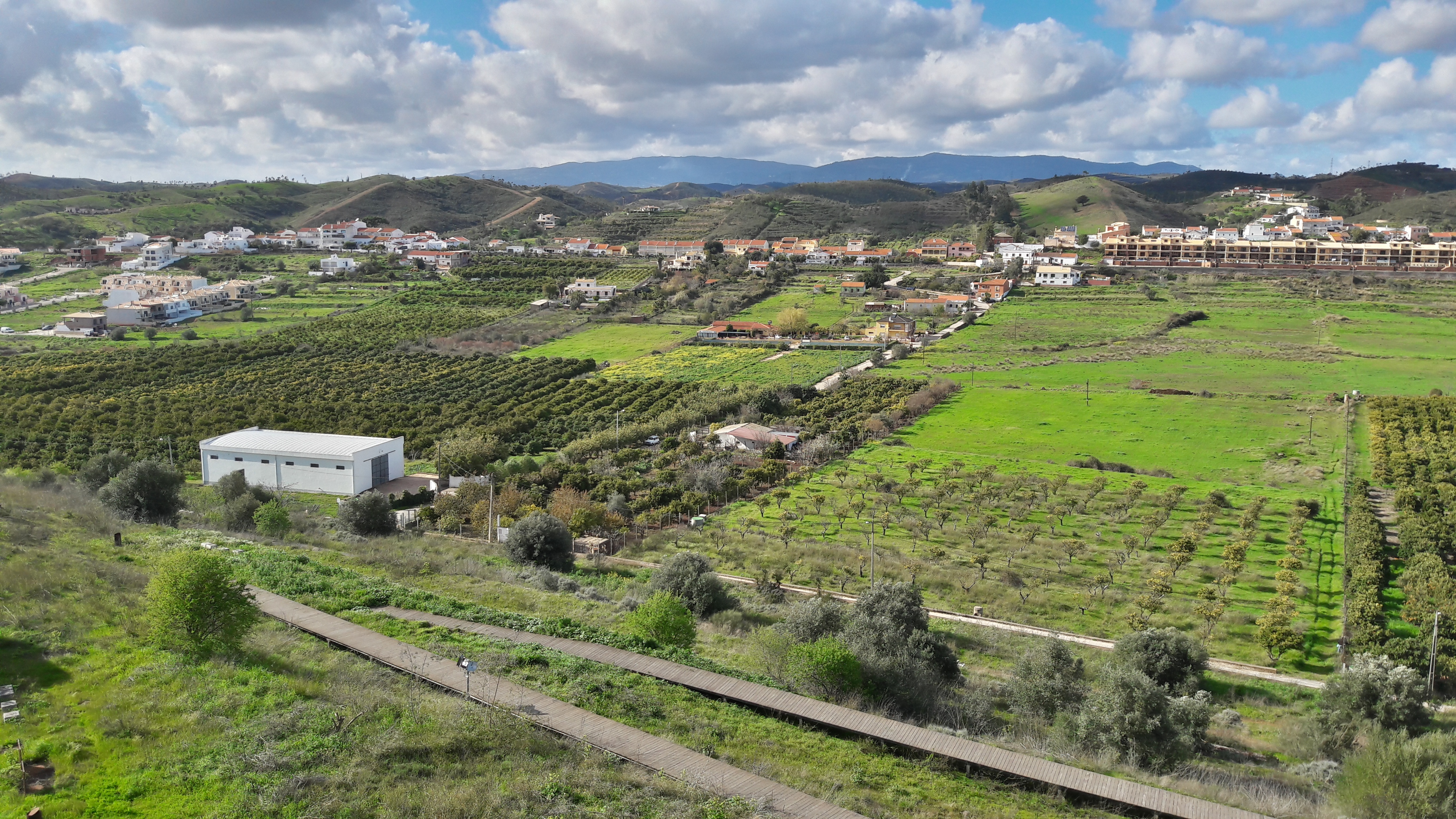
Parte rural de Silves. O município é o maior produtor de laranjas do Algarve

Em Silves, e de uma forma geral todo o município silvense e no restante Algarve, domina essencialmente o sector terciário, onde o comércio é complemento do turismo. A cidade de Silves historicamente sempre teve um sector secundário dinâmico, caracterizado pela indústria corticeira (possuiu fábricas de cortiça existentes na sua malha urbana), indústria de grande relevo na região algarvia.
Em 2011 (censos), Silves, a par de Albufeira, Portimão, Aljezur, Lagoa e São Brás de Alportel, eram os municípios com maiores taxas de atracção da região do Algarve, com valores superiores a 12%.

## Equipamentos
Transportes
A cidade é servida pela estação ferroviária de Silves, assim como por rede de autocarros (regionais e expresso).
Educação
A cidade de Silves possui escolas do ensino básico primário e secundário - Escola EB 2,3 Doutor Garcia Domingues, Escola Secundária de Silves (considerada uma das melhores do Algarve) e jardins de infância.
Possui também uma instituição de ensino superior - Escola Superior de Saúde Jean Piaget, que  ministra cursos de licenciatura, mestrado e pós-graduação no âmbito do Ensino Superior Politécnico, em áreas como Enfermagem, Fisioterapia, Osteopatia, e Serviço Familiar e Comunitário, entre outras.

#### Outros Equipamentos:
- Fissul (Pavilhão de Feiras e Exposições de Silves).
- Parque da Cidade 
- Ciclovia do Parque da Cidade
- Piscinas Municipais de Silves.

## Património

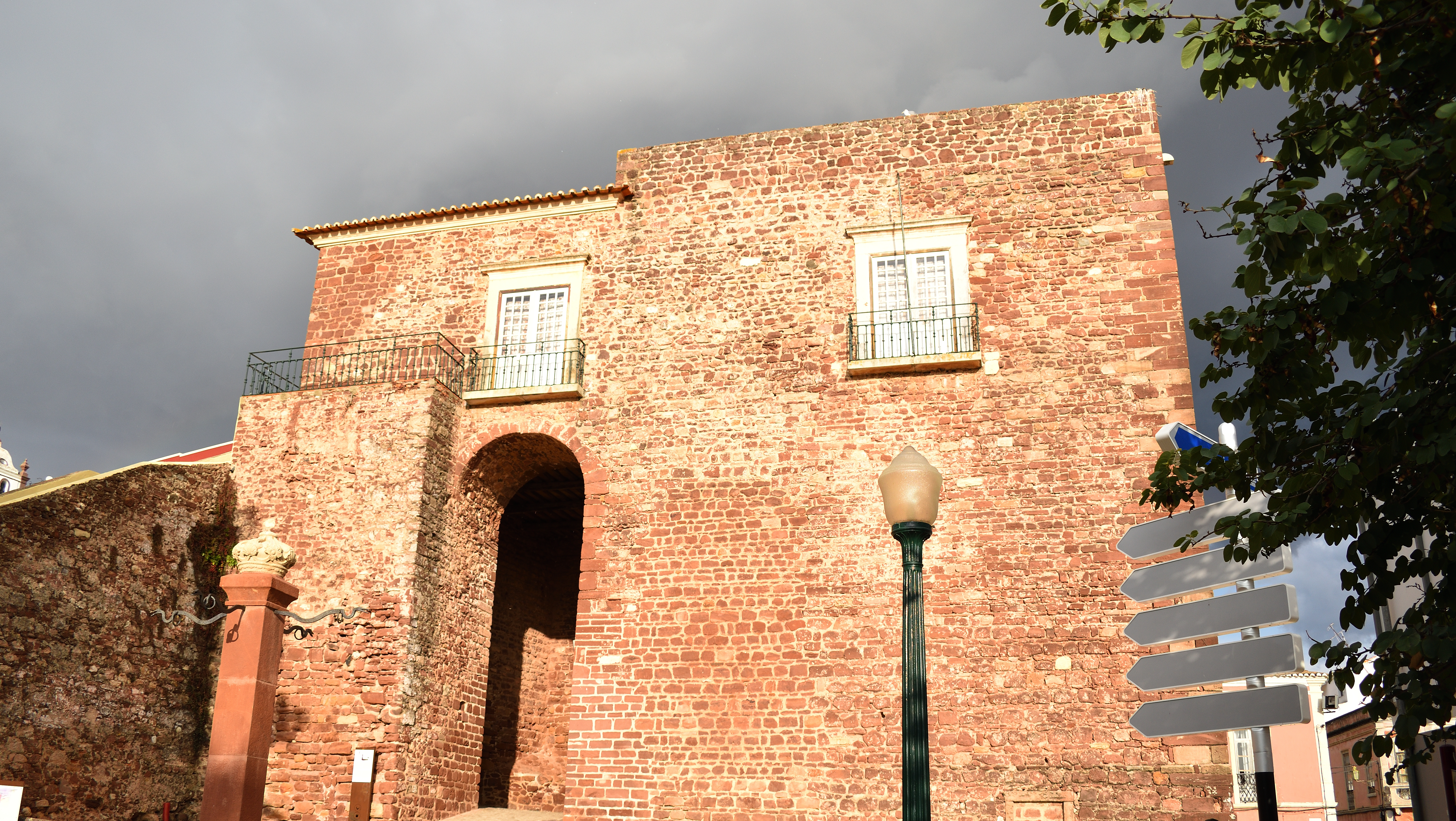
Portas da cidade (cuja construção remonta à primeira dinastia portuguesa) e Torre Albarrã.

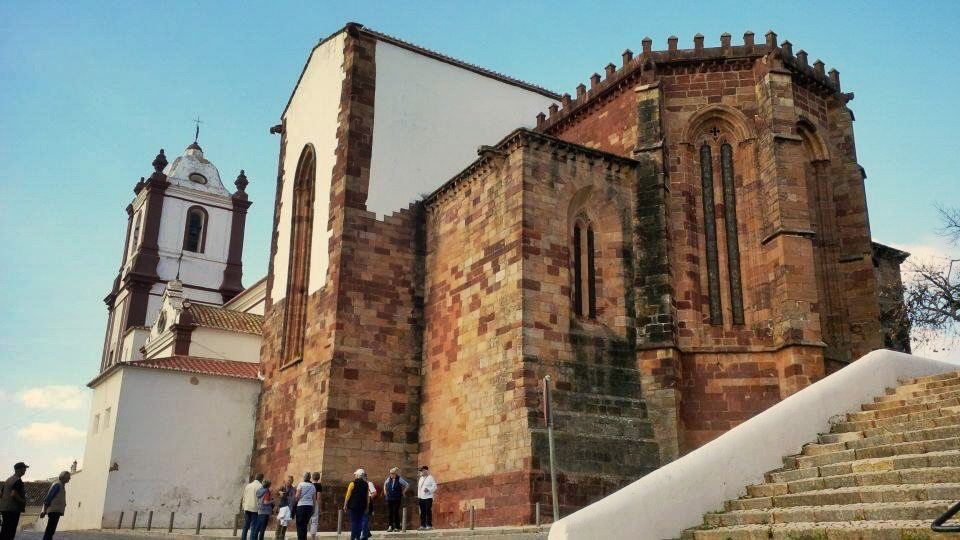
Sé de Silves.

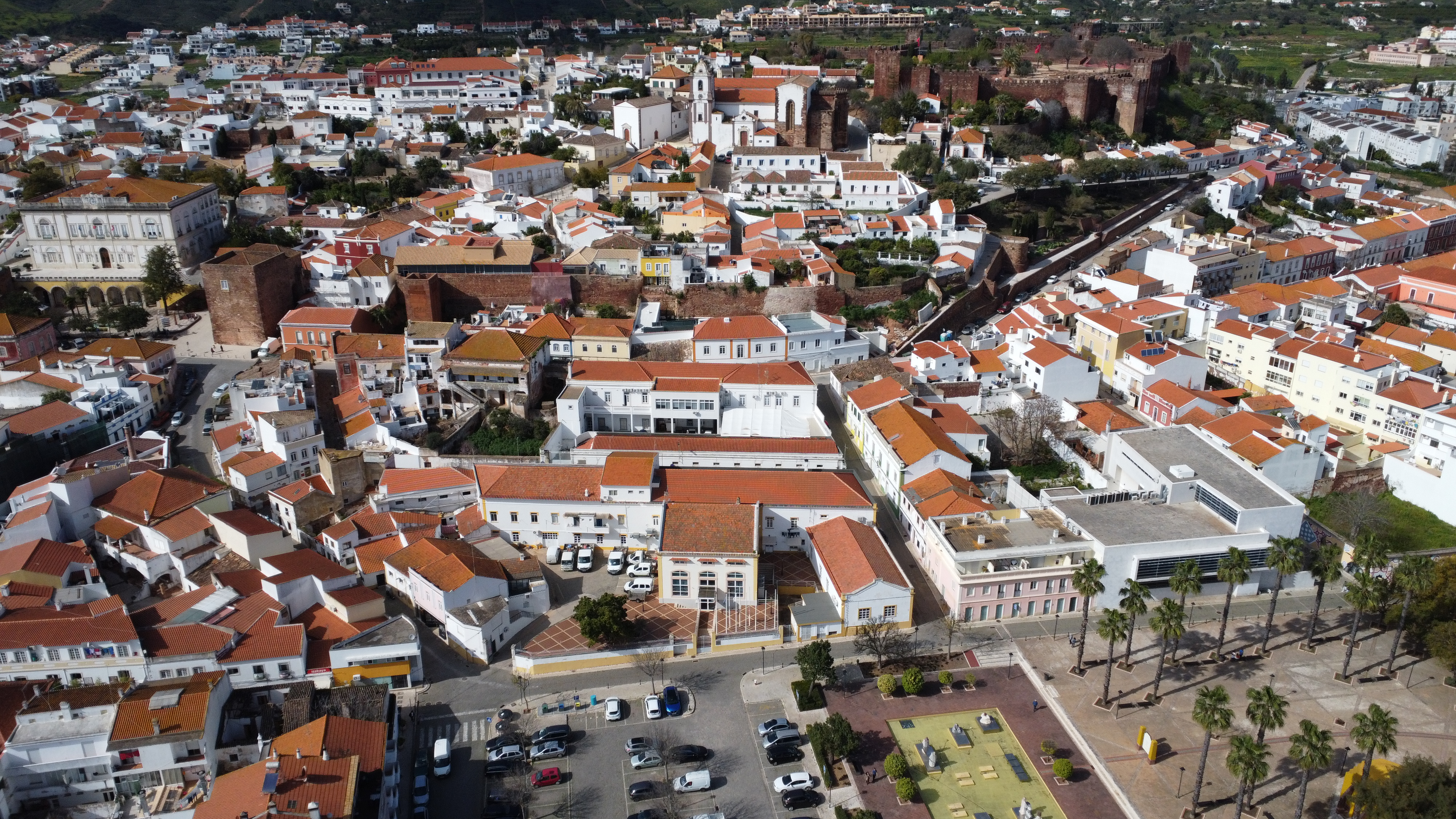
Vista aérea parcial de Silves em 2023.

Ver também: Lista de património edificado em Silves
Património não religioso
- Alinhamento da Vilarinha‎
- Antigo Colégio (Externato Silvense)[20][21]
- Casa com Chaminé Algarvia do séc. XVII[22]
- Casa de Lavoura dos Viscondes de Lagoa e de Silves[23]
- Casa da Poetisa Júdice Barbosa
- Casa do Remexido
- Casa n.º 18 do Largo D. Jerónimo Osório[24]
- Casino de Armação de Pêra
- Castelo de Alcantarilha
- Castelo de Silves
- Celeiro
- Chalé dos Caldas e Vasconcelos (Casa da família Vasconcelos)[25][26]
- Estação arqueológica de Vila Fria
- Fábrica do Inglês - Antiga unidade fabril corticeira, transformada num museu
- Fortaleza de Armação de Pêra
- Menir dos Gregórios ou Pedra dos Cucos[27]Expansão urbana da cidade de Silves

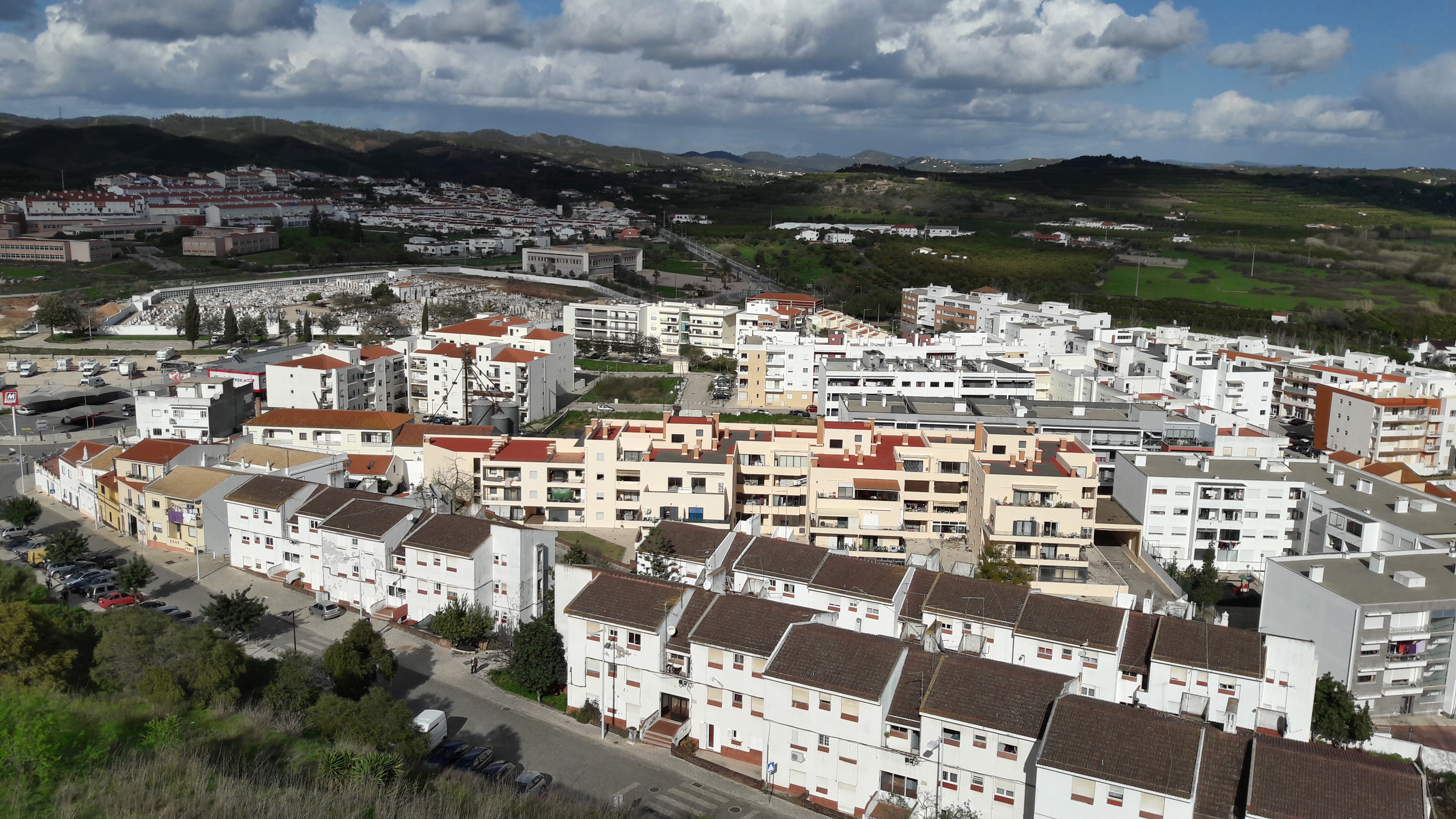
Expansão urbana da cidade de Silves

- Muralhas e porta da Almedina de Silves
- Necrópole da Carrasqueira
- Necrópole da Forneca
- Necrópole da Pedreirinha‎
- Necrópole Rupestre Visigótica do Falacho[28]
- Palacete do Visconde da Lagoa ou Palacete D. Aurora Grade[29]
- Palácio do TrigoEstátua do Dr Antonio Bernardino RamosPelourinho de Silves
- Ponte velha de Silves

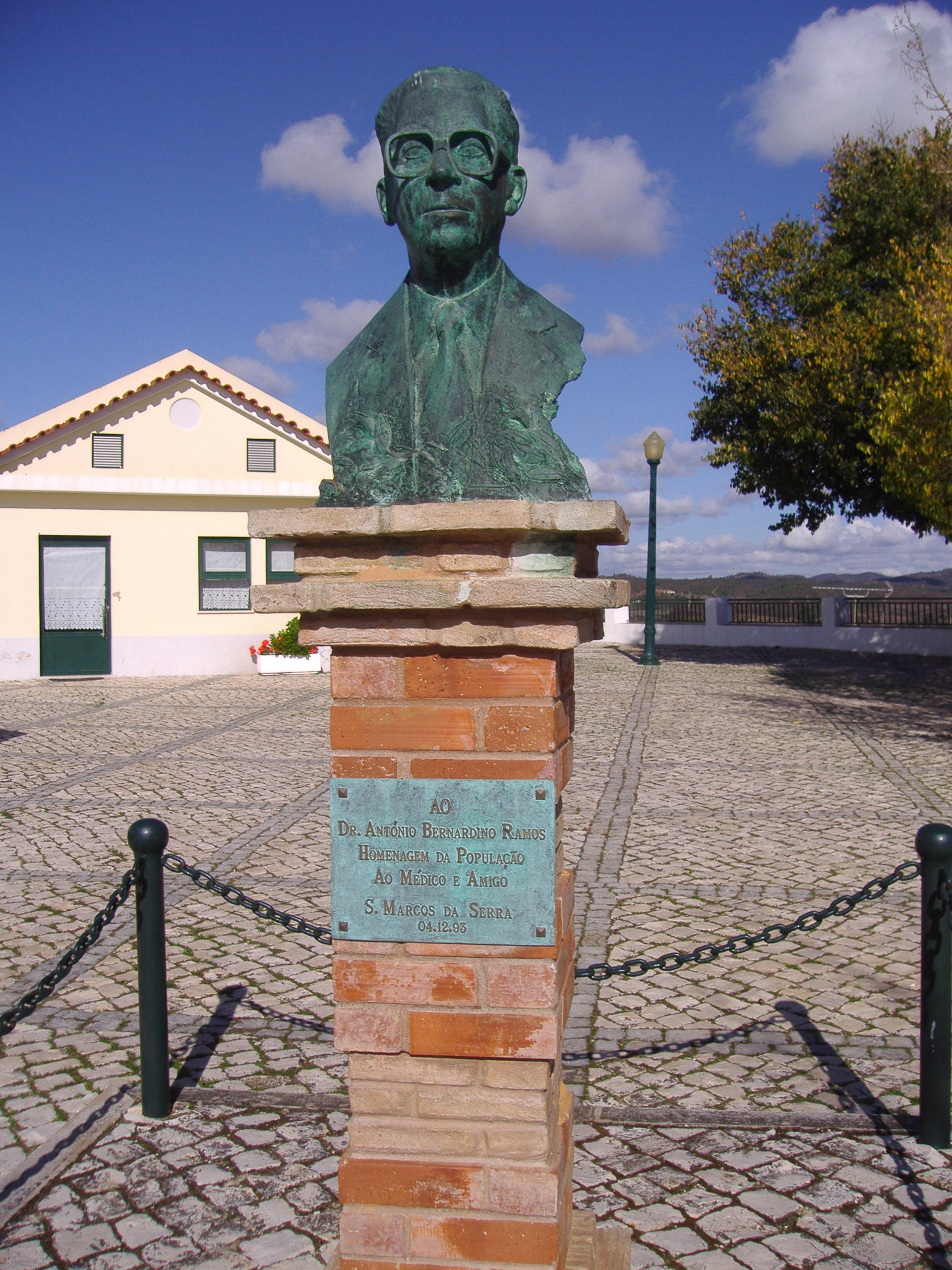
Estátua do Dr Antonio Bernardino Ramos

- Solar dos Mascarenhas Marreiros Leite[30]
- Teatro Mascarenhas Gregório[31]

Património religioso
- Capela de Santo António
- Cruz de Portugal
- Ermida de Nossa Senhora da Saúde
- Ermida de Nossa Senhora do Pilar (Algoz)
- Ermida de Nossa Senhora dos Mártires
- Ermida de Sant’Ana
- Ermida de São Pedro[32]
- Ermida de São Sebastião
- Ermida de S. Sebastião (Algoz)
- Igreja da Misericórdia de Silves
- Igreja de São Bartolomeu de Messines
- Igreja de São Francisco de Pêra[33]
- Igreja Matriz de AlgozIgreja Matriz de Tunes
- Igreja Matriz de Armação de Pêra[34]

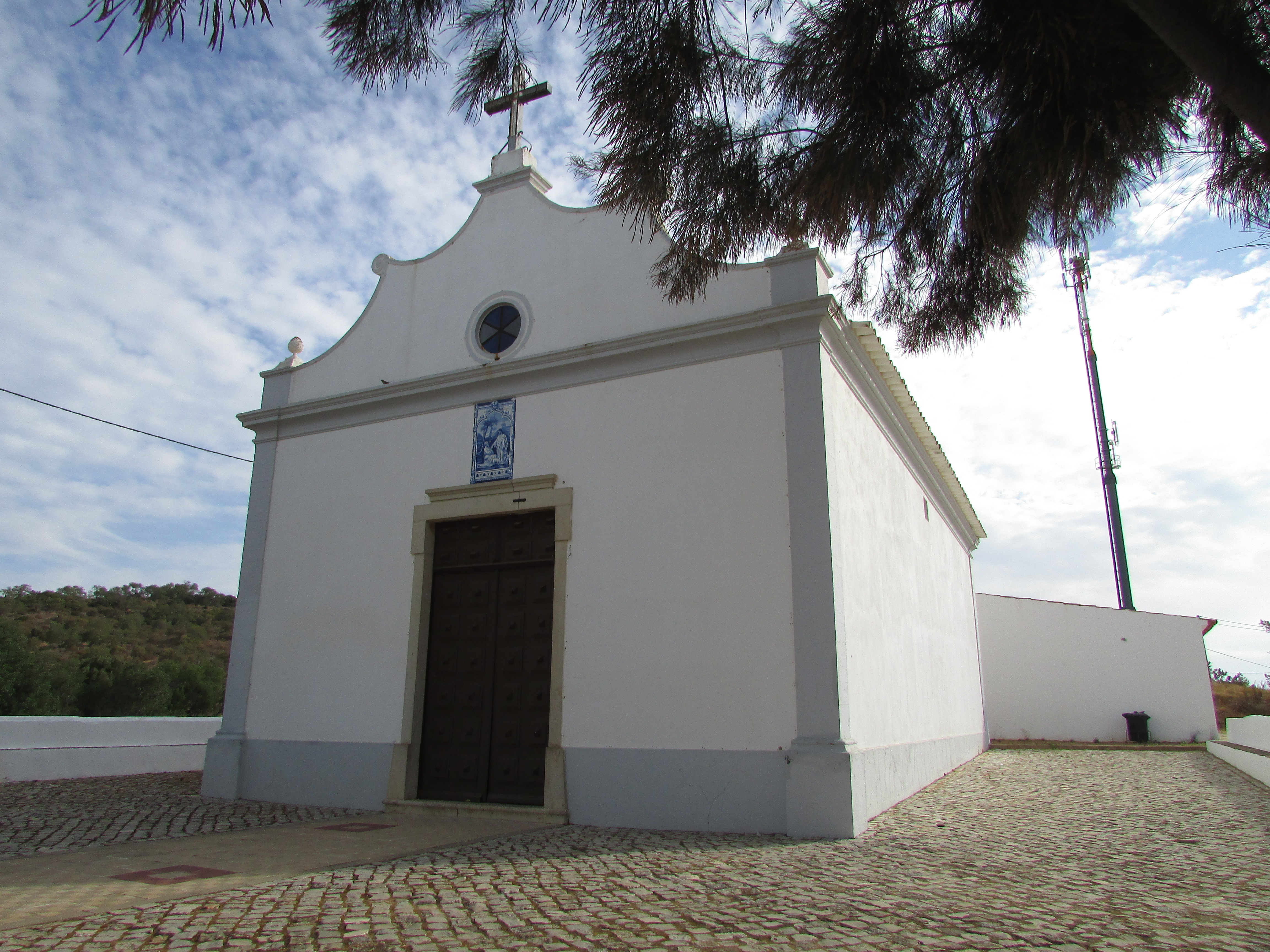
Igreja Matriz de Tunes

- Igreja Paroquial de Alcantarilha ou Igreja de Nossa Senhora da Conceição
- Igreja Paroquial de São Marcos[35]
- Sé de Silves

## Cultura
- Museu Municipal de Arqueologia de Silves
- Casa Museu João de Deus
- Biblioteca Municipal de Silves
- Teatro Mascarenhas Gregório de Silves

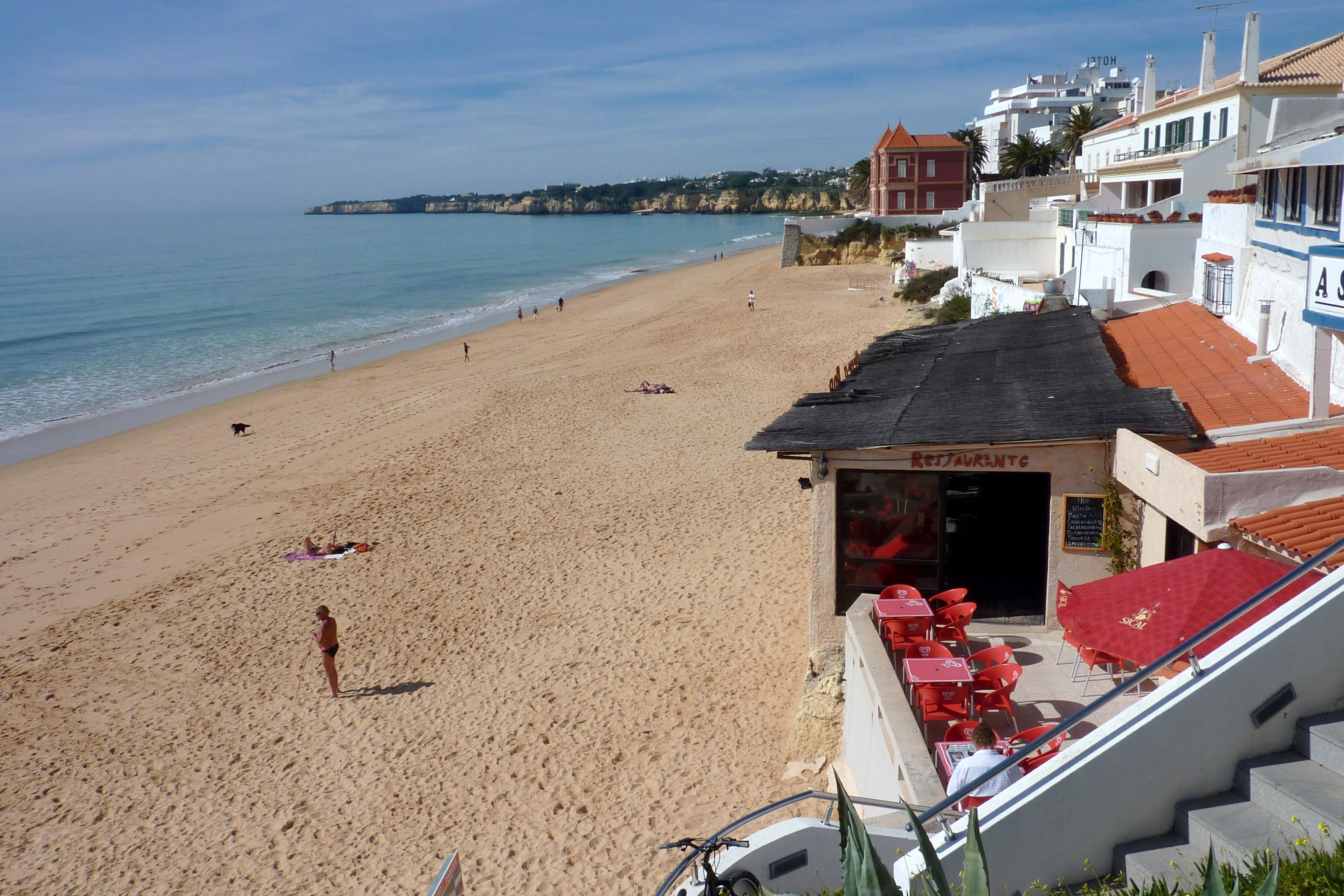
Praia de Armação de Pêra

## Praias
- Praia de Armação de Pêra
- Praia Grande Oeste
- Praia Grande Este

## Desporto
Silves sempre foi uma cidade bastante ligada ao desporto. Sobretudo ao maior clube desportivo da cidade e do município - o Silves Futebol Clube (fundado em 1919). O município ainda possui outros clubes desportivos como o Clube de Futebol "Os Armacenenses" (localizado em Armação de Pêra) e, em São Bartolomeu de Messines, a União Desportiva Messinense.
Outros desportos também têm alguma relevância, como a natação, que se desenvolveu bastante com a construção das Piscinas Municipais de Silves - uma instalação desportiva de referência no município, não só pela dimensão e qualidade do edifício em si, mas sobretudo pela quantidade de utilizadores que movimenta diariamente em torno de um conjunto de actividades orientadas ao dispor da população e que se dividem nas seguintes áreas:
- Escola Municipal de Natação;
- Ginásio;
- Sala de Fitness;
- GAF – Gabinete de Avaliação do Perfil de Saúde e da Atividade Física.

## Política

### Eleições autárquicas[36]
| Data | %     | V     | %            | V            | %       | V       | %      | V      | %              | V         | %              | V      | %              | V   | %    | V  | %      | V      | %              | V | Participação |                |
| Data | PS    | PS    | FEPU/APU/CDU | FEPU/APU/CDU | PPD/PSD | PPD/PSD | CDS-PP | CDS-PP | PCTP/MRPP      | PCTP/MRPP | UDP/BE         | UDP/BE | PPM            | PPM | CH   | CH | IL     | IL     | A              | A | Participação |                |
| ---- | ----- | ----- | ------------ | ------------ | ------- | ------- | ------ | ------ | -------------- | --------- | -------------- | ------ | -------------- | --- | ---- | -- | ------ | ------ | -------------- | - | ------------ | -------------- |
| Data | 1976  | 39,79 | 3            | 26,60        | 2       | 20,83   | 2      | 4,71   | -              | 2,66      | -              |        |                |     |      |    |        |        |                |   |              | 62,00 / 100,00 |
| 1979 | 37,49 | 3     | 29,35        | 2            | 27,89   | 2       |        |        |                |           | 2,20           | -      | 73,29 / 100,00 |     |      |    |        |        |                |   |              |                |
| 1982 | 37,83 | 3     | 29,29        | 2            | 27,46   | 2       | 1,58   | -      | 72,89 / 100,00 |           |                |        |                |     |      |    |        |        |                |   |              |                |
| 1985 | 19,25 | 1     | 42,64        | 4            | 31,04   | 2       | 3,14   |        |                |           | 64,41 / 100,00 |        |                |     |      |    |        |        |                |   |              |                |
| 1989 | 35,15 | 3     | 32,81        | 2            | 27,74   | 2       |        |        | 61,98 / 100,00 |           |                |        |                |     |      |    |        |        |                |   |              |                |
| 1993 | 28,15 | 2     | 33,87        | 3            | 31,35   | 2       | 1,99   | -      | 65,31 / 100,00 |           |                |        |                |     |      |    |        |        |                |   |              |                |
| 1997 | 22,34 | 2     | 32,00        | 2            | 38,22   | 3       | 1,13   | -      | 2,04           | -         | 61,45 / 100,00 |        |                |     |      |    |        |        |                |   |              |                |
| 2001 | 17,80 | 1     | 31,61        | 2            | 42,51   | 4       | 2,26   | -      | 0,92           | -         | 59,58 / 100,00 |        |                |     |      |    |        |        |                |   |              |                |
| 2005 | 27,54 | 2     | 19,27        | 1            | 44,18   | 4       | 0,99   | -      | 3,18           | -         | 59,41 / 100,00 |        |                |     |      |    |        |        |                |   |              |                |
| 2009 | 31,89 | 3     | 18,67        | 1            | 39,54   | 3       |        |        | 5,88           | -         | 57,22 / 100,00 |        |                |     |      |    |        |        |                |   |              |                |
| 2013 | 25,62 | 2     | 34,68        | 3            | 27,32   | 2       | 5,09   | -      | 51,87 / 100,00 |           |                |        |                |     |      |    |        |        |                |   |              |                |
| 2017 | 14,39 | 1     | 52,65        | 4            | 21,61   | 2       | 2,32   | -      | 3,18           | -         | CDS-PP         | CDS-PP | 51,39 / 100,00 |     |      |    |        |        |                |   |              |                |
| 2021 | 18,97 | 1     | 43,10        | 4            | 23,18   | 2       | 1,82   | -      | 2,00           | -         | CDS-PP         | CDS-PP | 5,10           | -   | 1,33 | -  | CDS-PP | CDS-PP | 48,39 / 100,00 |   |              |                |

### Eleições legislativas
| Data | %     | %     | %     | %     | %     | %     | %        | %     | %     | %     | %    | %   | %       | % | %  | %  |
| Data | PS    | PCP   | PSD   | CDS   | UDP   | AD    | APU/ CDU | FRS   | PRD   | PSN   | BE   | PAN | PSD CDS | L | CH | IL |
| ---- | ----- | ----- | ----- | ----- | ----- | ----- | -------- | ----- | ----- | ----- | ---- | --- | ------- | - | -- | -- |
| 1976 | 41,32 | 22,03 | 16,07 | 5,50  | 2,99  |       |          |       |       |       |      |     |         |   |    |    |
| 1979 | 31,50 | APU   | AD    | AD    | 2,85  | 29,71 | 27,09    |       |       |       |      |     |         |   |    |    |
| 1980 | FRS   | APU   | AD    | AD    | 1,79  | 31,88 | 23,21    | 32,84 |       |       |      |     |         |   |    |    |
| 1983 | 40,39 | APU   | 19,86 | 6,40  | 1,07  |       | 25,55    |       |       |       |      |     |         |   |    |    |
| 1985 | 20,16 | APU   | 25,94 | 4,57  | 1,61  | 20,84 | 20,09    |       |       |       |      |     |         |   |    |    |
| 1987 | 23,25 | CDU   | 41,93 | 2,97  | 0,97  | 16,40 | 6,18     |       |       |       |      |     |         |   |    |    |
| 1991 | 29,57 | CDU   | 47,85 | 2,83  |       | 10,68 | 1,21     | 1,84  |       |       |      |     |         |   |    |    |
| 1995 | 48,34 | CDU   | 27,39 | 6,18  | 0,87  | 11,86 |          | 0,51  |       |       |      |     |         |   |    |    |
| 1999 | 48,09 | CDU   | 28,84 | 5,04  |       | 11,35 |          | 1,75  |       |       |      |     |         |   |    |    |
| 2002 | 39,88 | CDU   | 35,64 | 7,32  | 9,70  | 2,12  |          |       |       |       |      |     |         |   |    |    |
| 2005 | 51,35 | CDU   | 21,44 | 4,71  | 10,03 | 6,40  |          |       |       |       |      |     |         |   |    |    |
| 2009 | 30,28 | CDU   | 23,85 | 9,24  | 11,93 | 15,67 |          |       |       |       |      |     |         |   |    |    |
| 2011 | 22,61 | CDU   | 33,85 | 11,48 | 12,33 | 7,99  | 1,62     |       |       |       |      |     |         |   |    |    |
| 2015 | 31,02 | CDU   | CDS   | PSD   | 13,34 | 13,42 | 1,73     | 28,12 | 0,72  |       |      |     |         |   |    |    |
| 2019 | 34,11 | CDU   | 19,15 | 3,49  | 13,19 | 11,65 | 4,32     |       | 0,90  | 2,41  | 0,67 |     |         |   |    |    |
| 2022 | 38,95 | CDU   | 21,15 | 0,97  | 8,66  | 5,40  | 1,86     | 1,11  | 13,54 | 4,12  |      |     |         |   |    |    |
| 2024 | 23,87 | CDU   | AD    | AD    | 19,37 | 5,96  | 5,66     | 2,45  | 2,29  | 29,97 | 3,89 |     |         |   |    |    |

## Personalidades destacadas

Vista do Castelo de Silves.

- Diogo de Silves (século XV) foi um navegador português.

De acordo com a carta do catalão Gabriel de Valseca (1439), estudada pelo historiador Damião Peres, foi o descobridor da Ilha de Santa Maria e, muito provavelmente, da Ilha de São Miguel, nos Açores, no ano de 1427.
- José Diogo de Mascarenhas Neto (1753-1824), natural de Alcantarilha, então freguesia do concelho de Silves, foi um notável magistrado, funcionário público e político. Superintendente Geral das Calçadas e Estradas, foi responsável pela construção da primeira estrada Lisboa-Porto e deve-se-lhe a organização dos primeiros serviços postais modernos (posta-restante, etc.) e a identificação dos números das casas em cada rua (números de polícia).
- Bernardo Loureiro Marques (Silves, 21 de Novembro de 1898 — Lisboa, 28 de Setembro de 1962) foi um distinto pintor, ilustrador e artista gráfico.
- Maria Keil (Silves, 9 de Agosto de 1914 — Lisboa, 10 de Junho de 2012) foi uma pintora e ilustradora portuguesa; pertence à 2.ª geração de pintores modernistas portugueses.[1][2]
- João de Deus de Nogueira Ramos - Nasceu a 8 de março de 1830 em São Bartolomeu de Messines e faleceu a 11 de Janeiro se 1896(65 anos) Nacionalidade Portuguesa.
- José António Silva (1957 - 2017) - Empresário e associativista
- Pedro Mascarenhas Júdice (1875 - 1944) - investigador da história do Algarve e engenheiro agrónomo
- António Neves Anacleto (1897 - 1990) - Político, advogado e jornalista, opositor ao Estado Novo
- José da Ponte (1954 - 2015) - baixista, compositor e produtor musical português.
- Corina Freire (1897- 1986) - foi uma cantora lírica soprano, atriz, professora de canto, compositora de marchas populares e empresária teatral portuguesa.
- Rui Bento - Futebolista português.

## Galeria

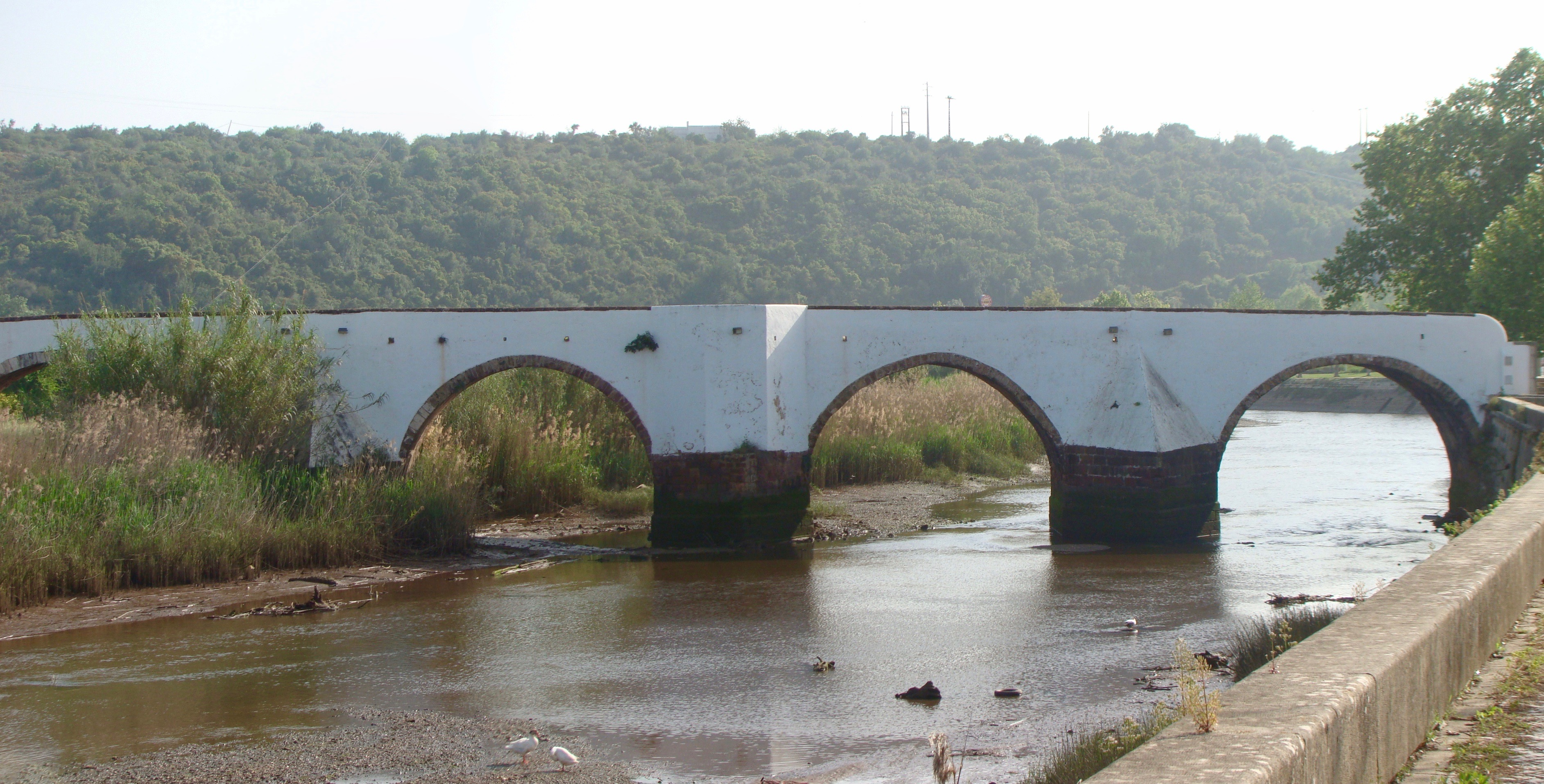
Ponte Velha de Silves
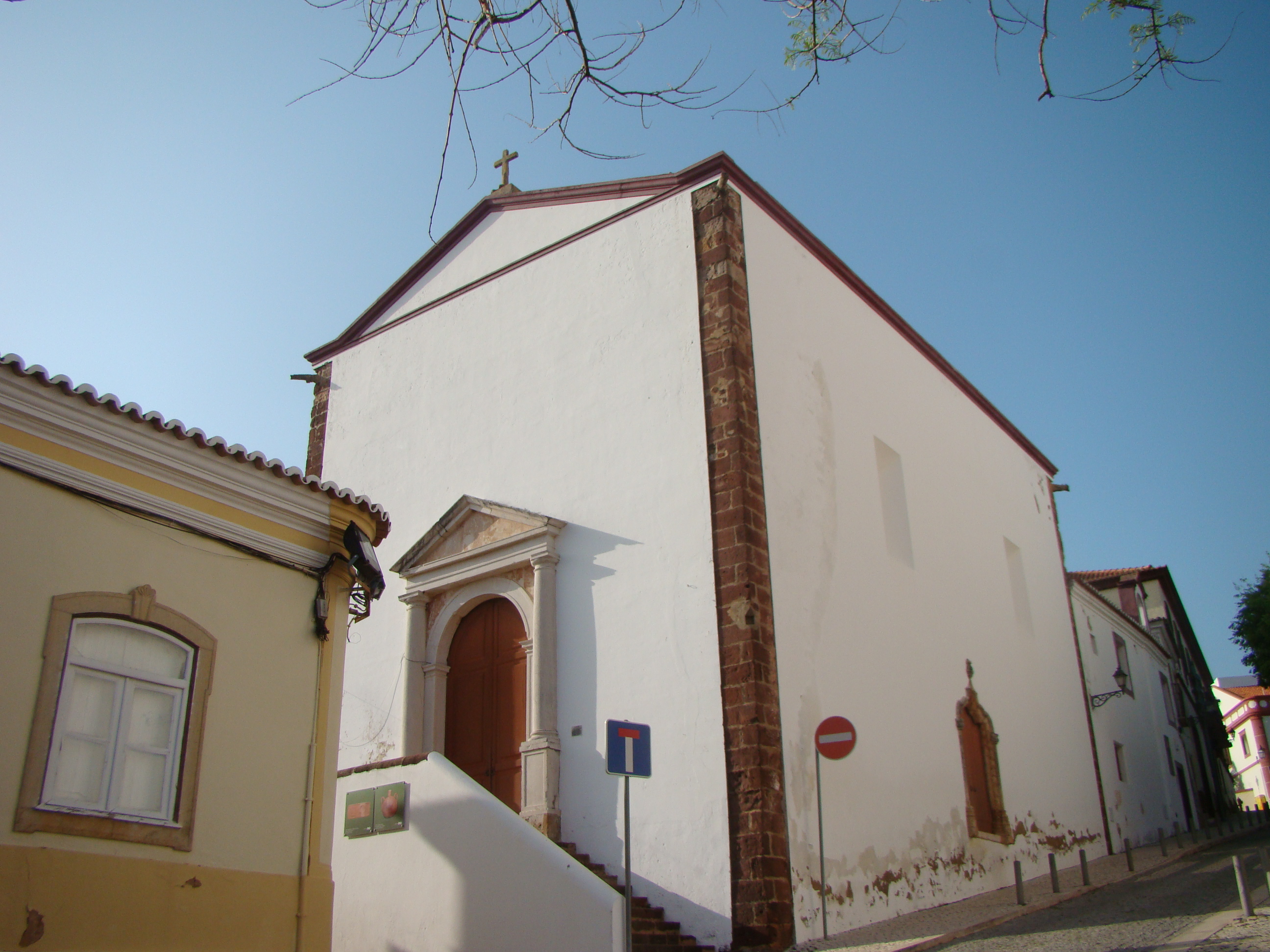
Igreja da Misericórdia - Silves
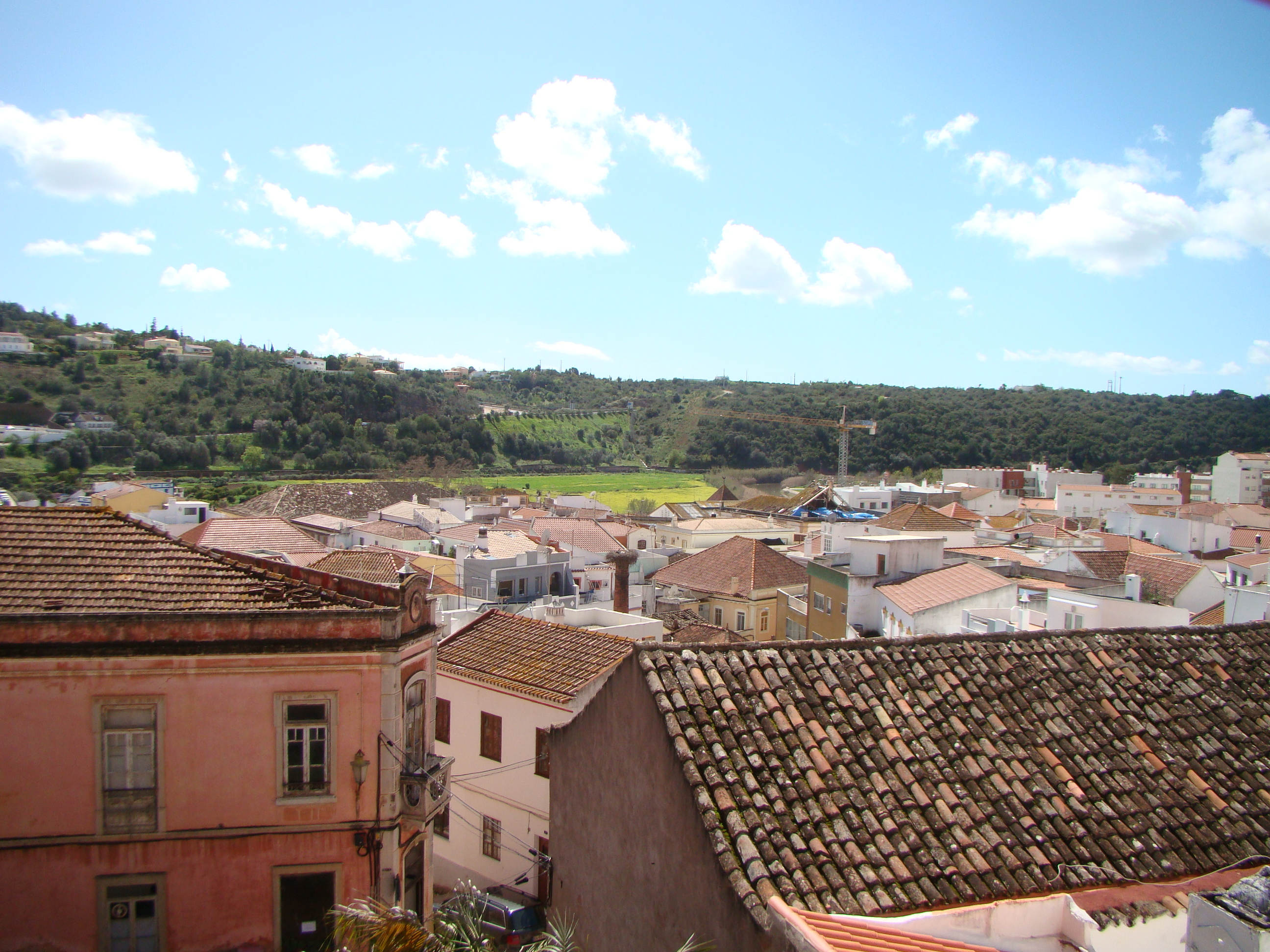
Vista parcial de Silves do museu de Arqueologia
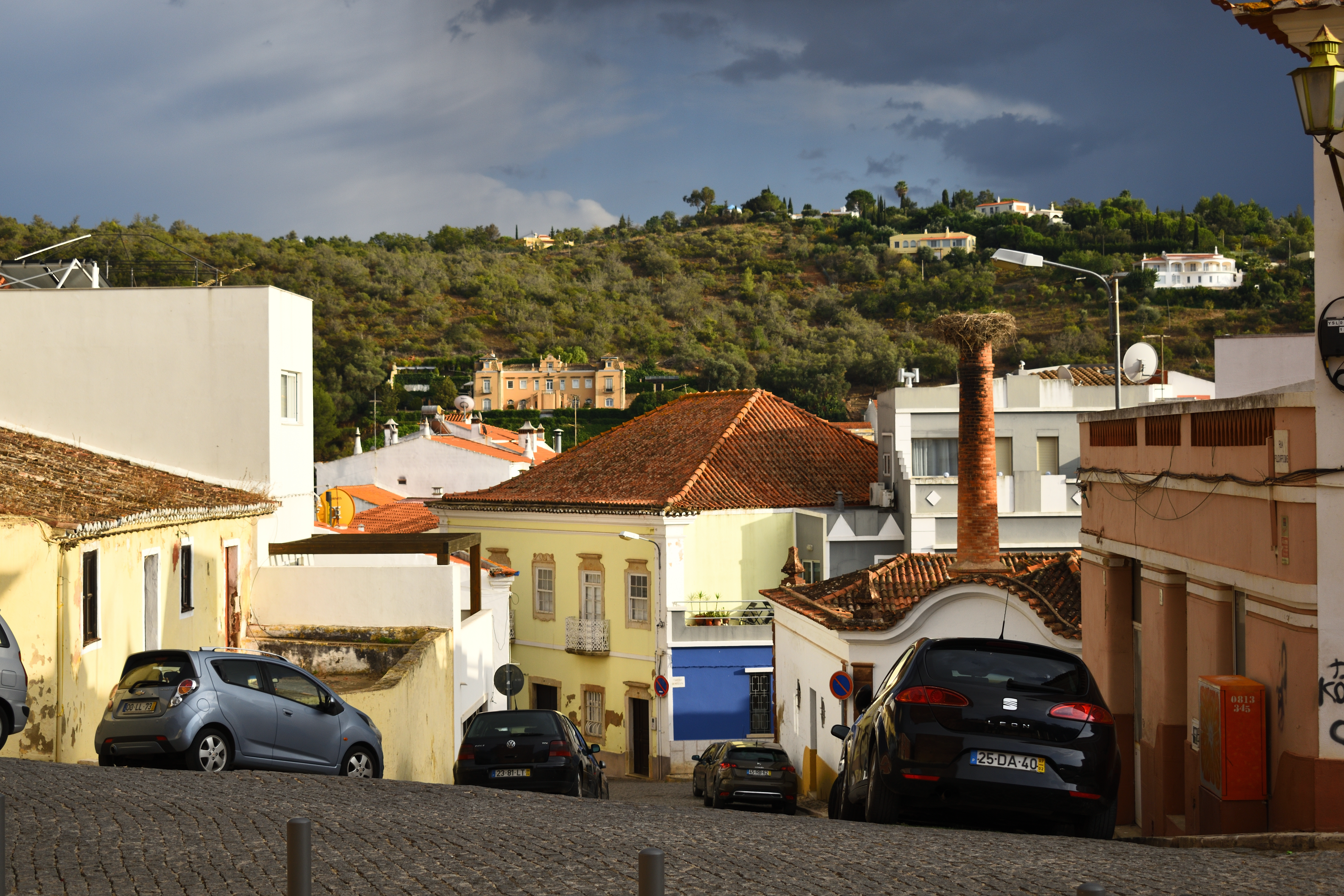
Vista Parcial de Silves do centro histórico
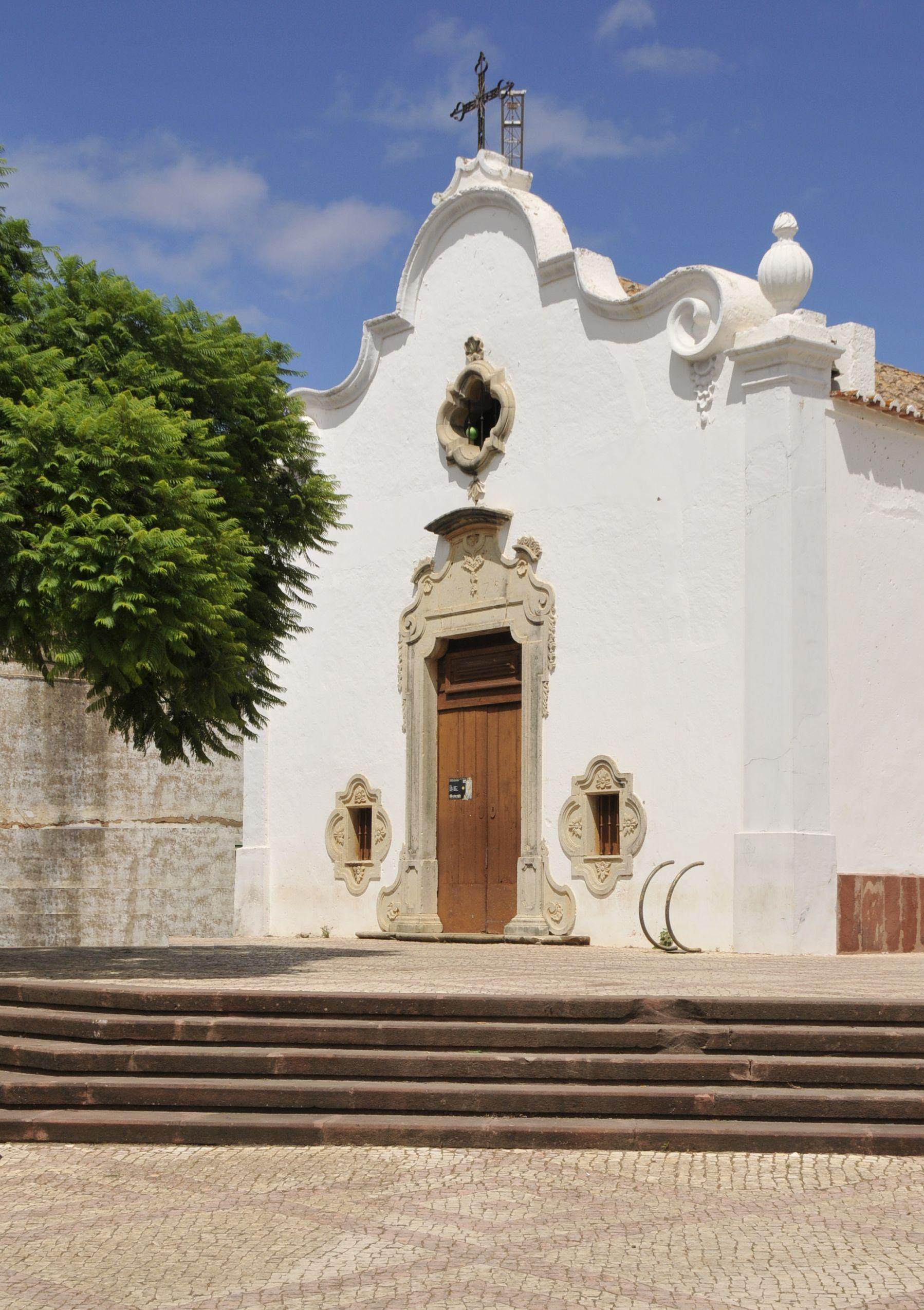
Ermida de Nossa Senhora dos Mártires - Largo dos Mártires - Silves
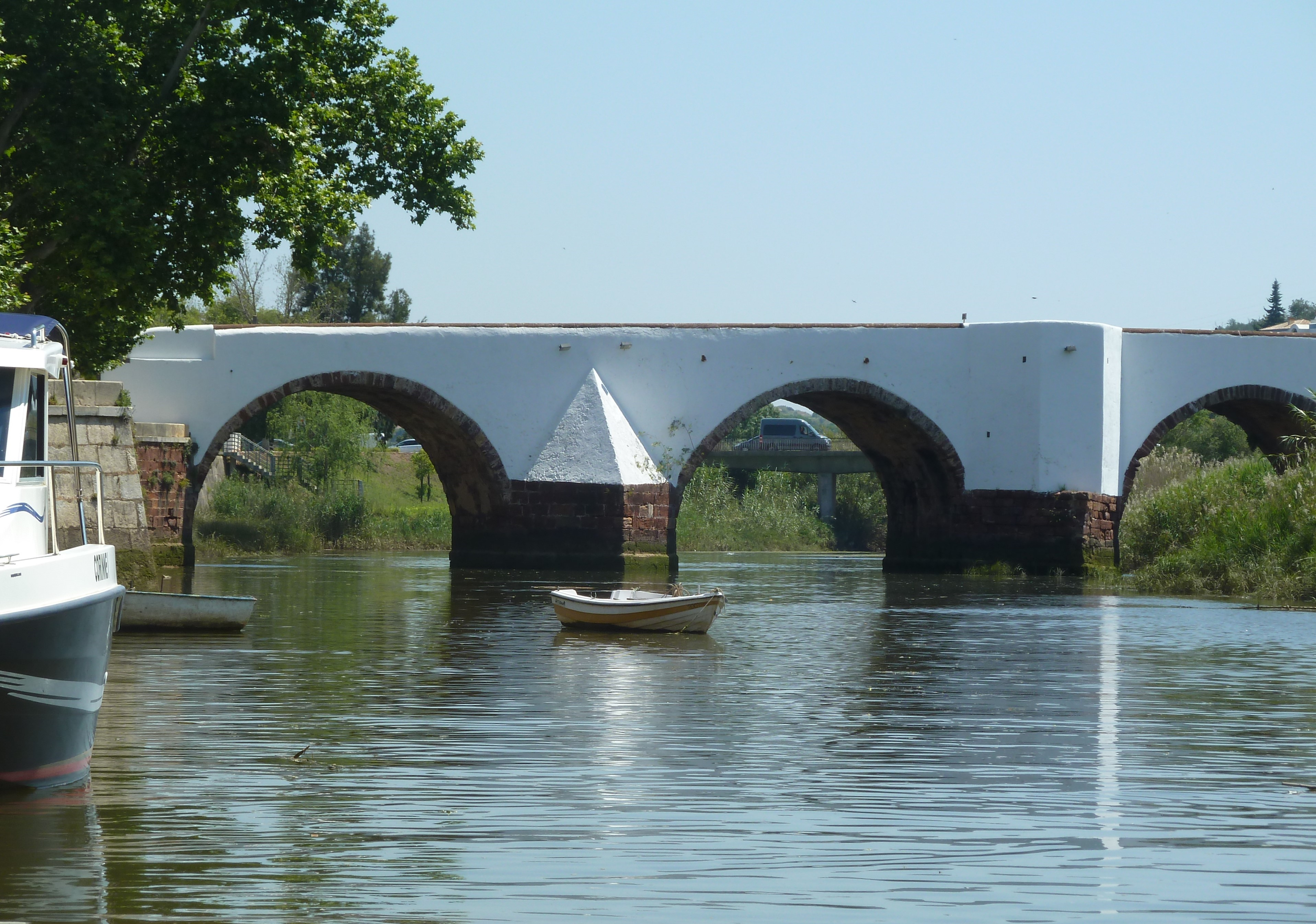
Rio Arade - Zona Ribeirinha de Silves e Ponte Medieval
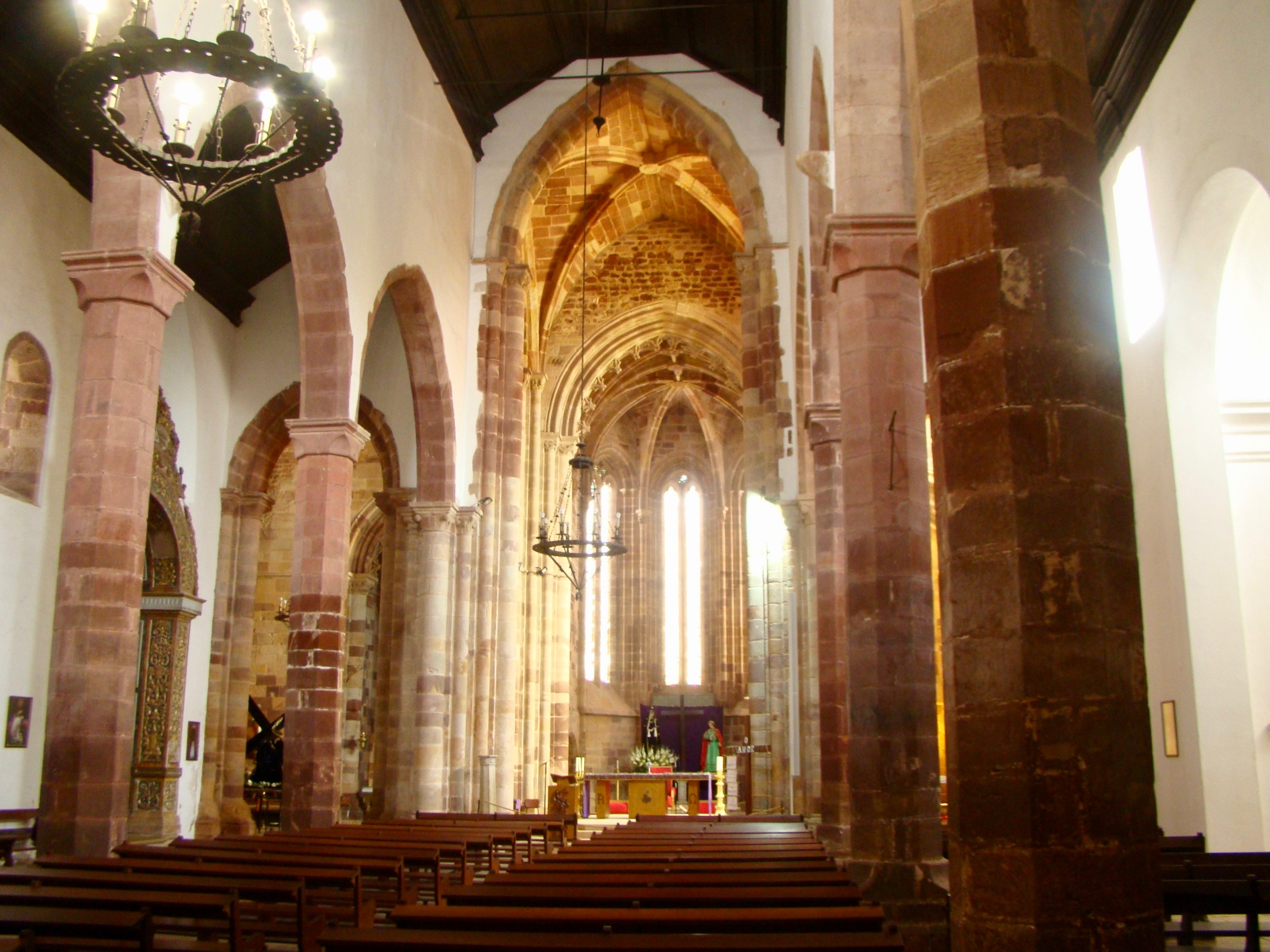
Sé Catedral de Silves
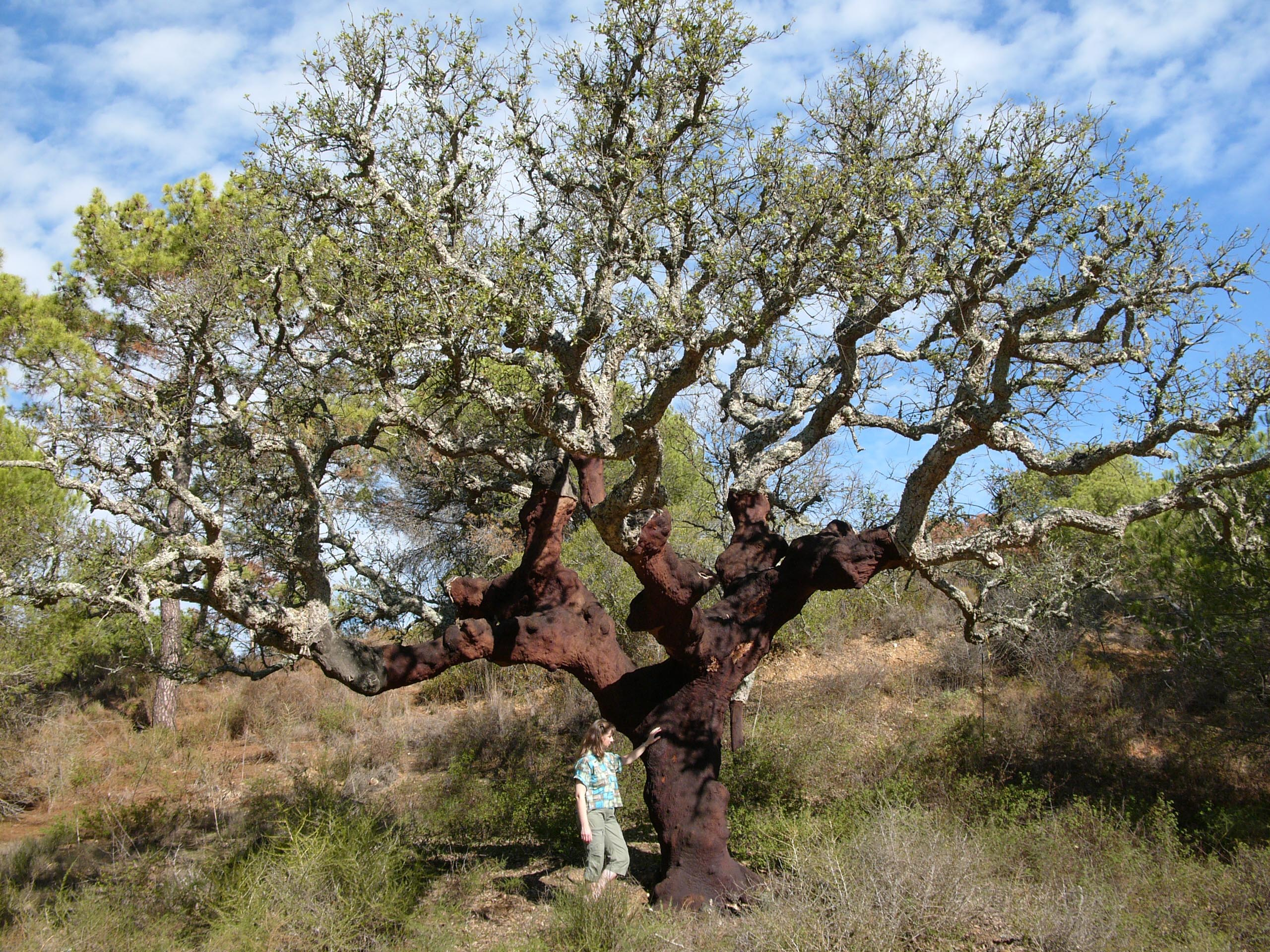
Quercus suber do Algarve
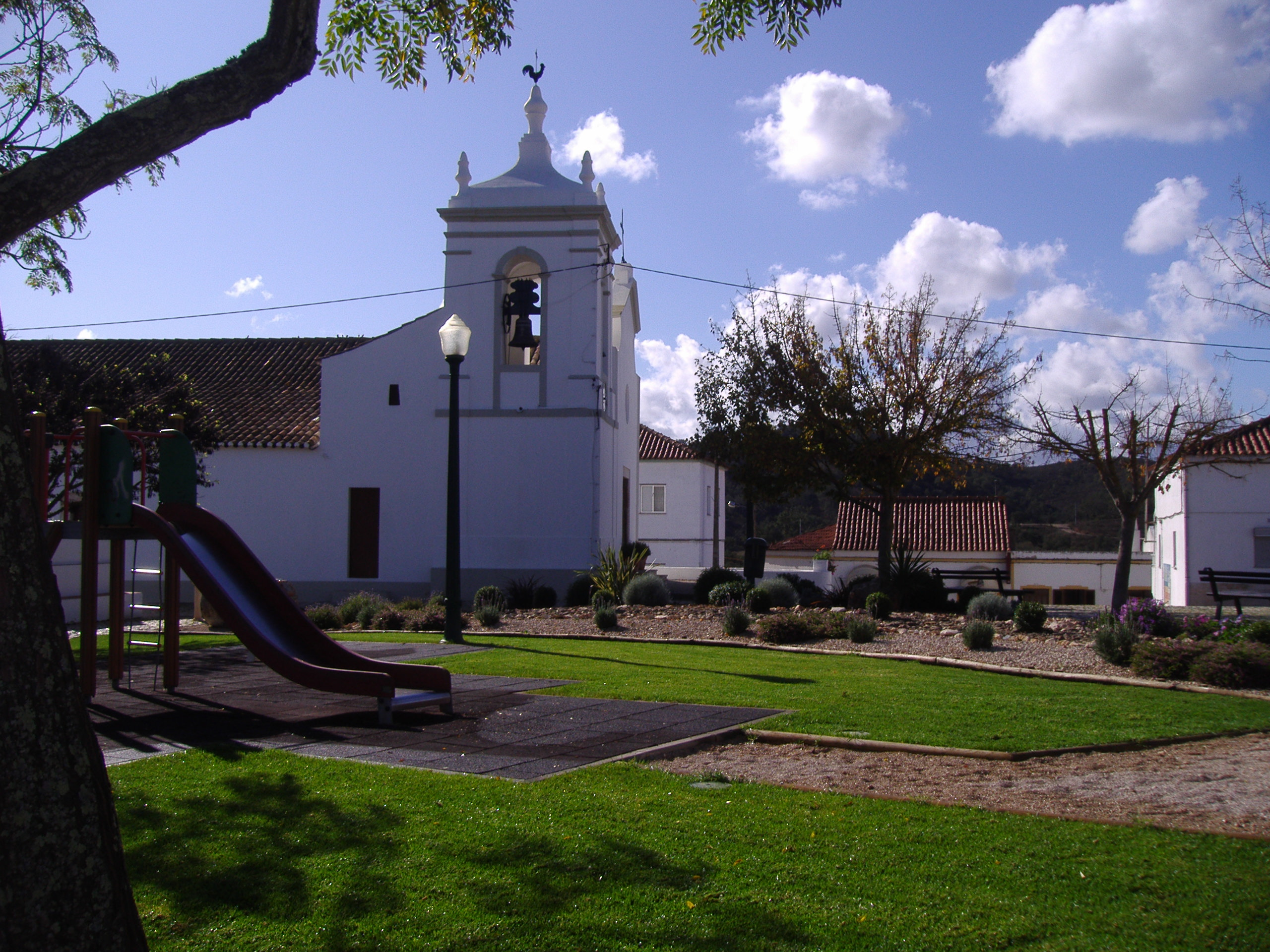
Igreja Paroquial de São Marcos da Serra
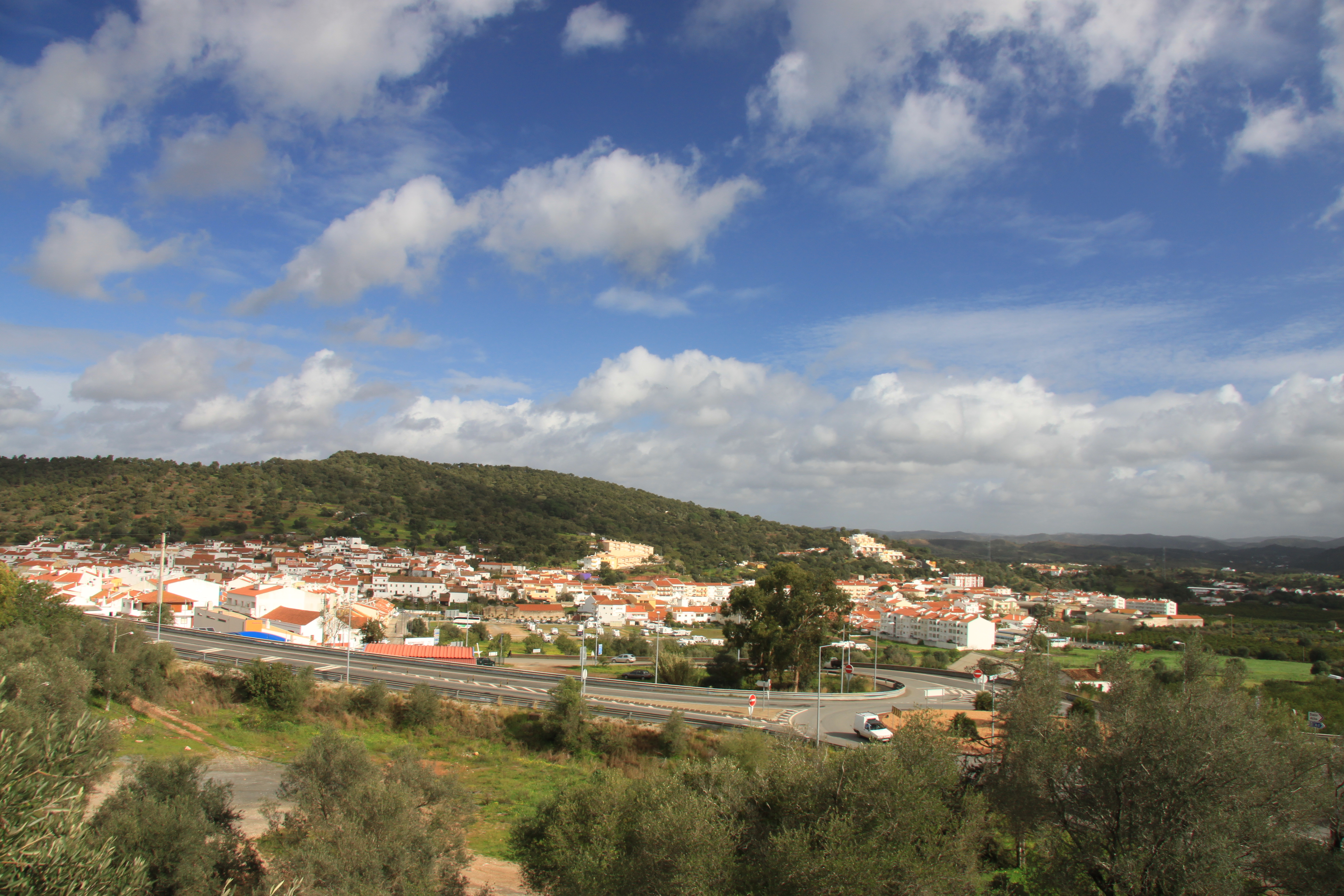
São Bartolomeu de Messines - vista desde o moinho
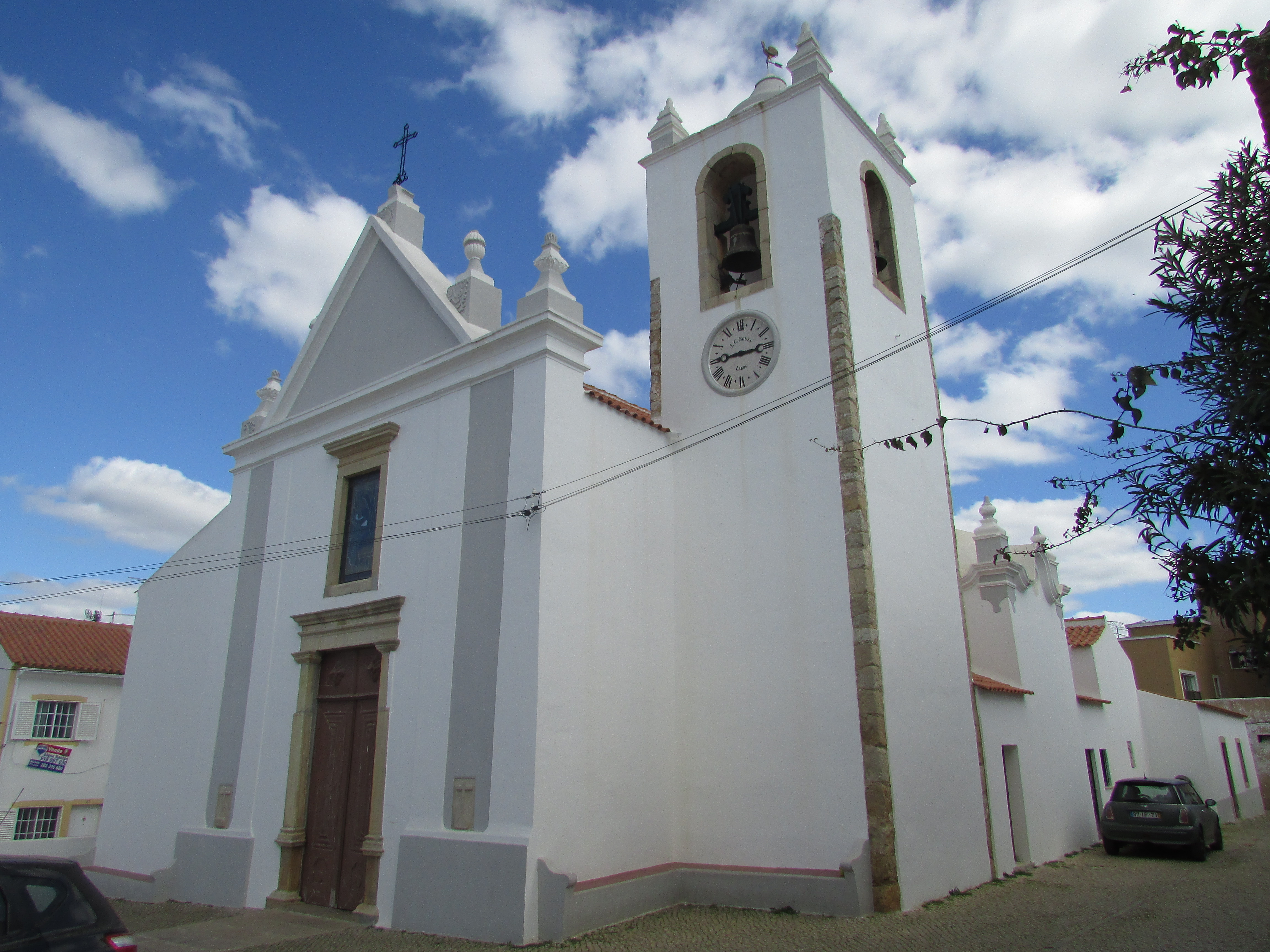
Igreja Matriz de Algoz
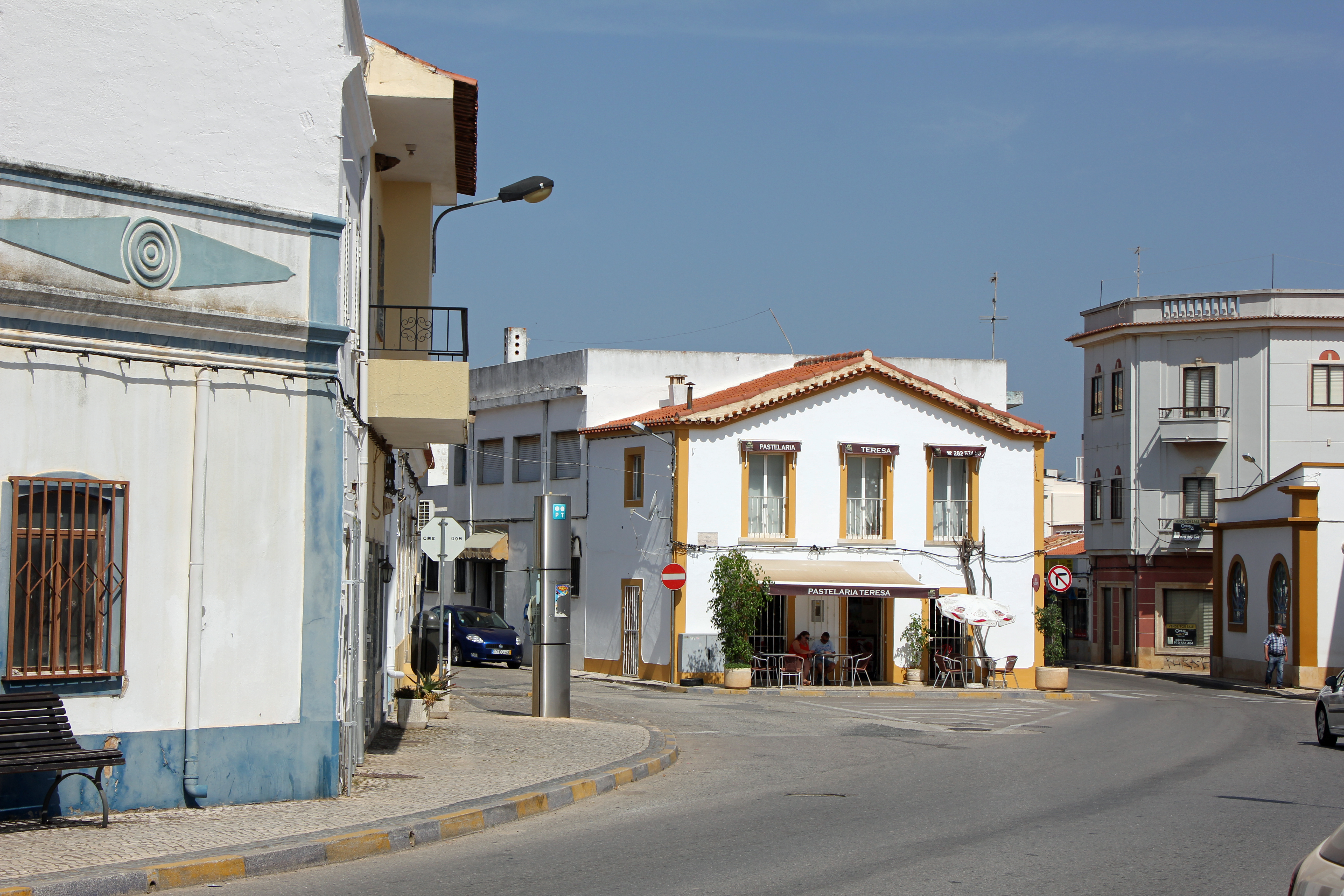
Centro de Algoz
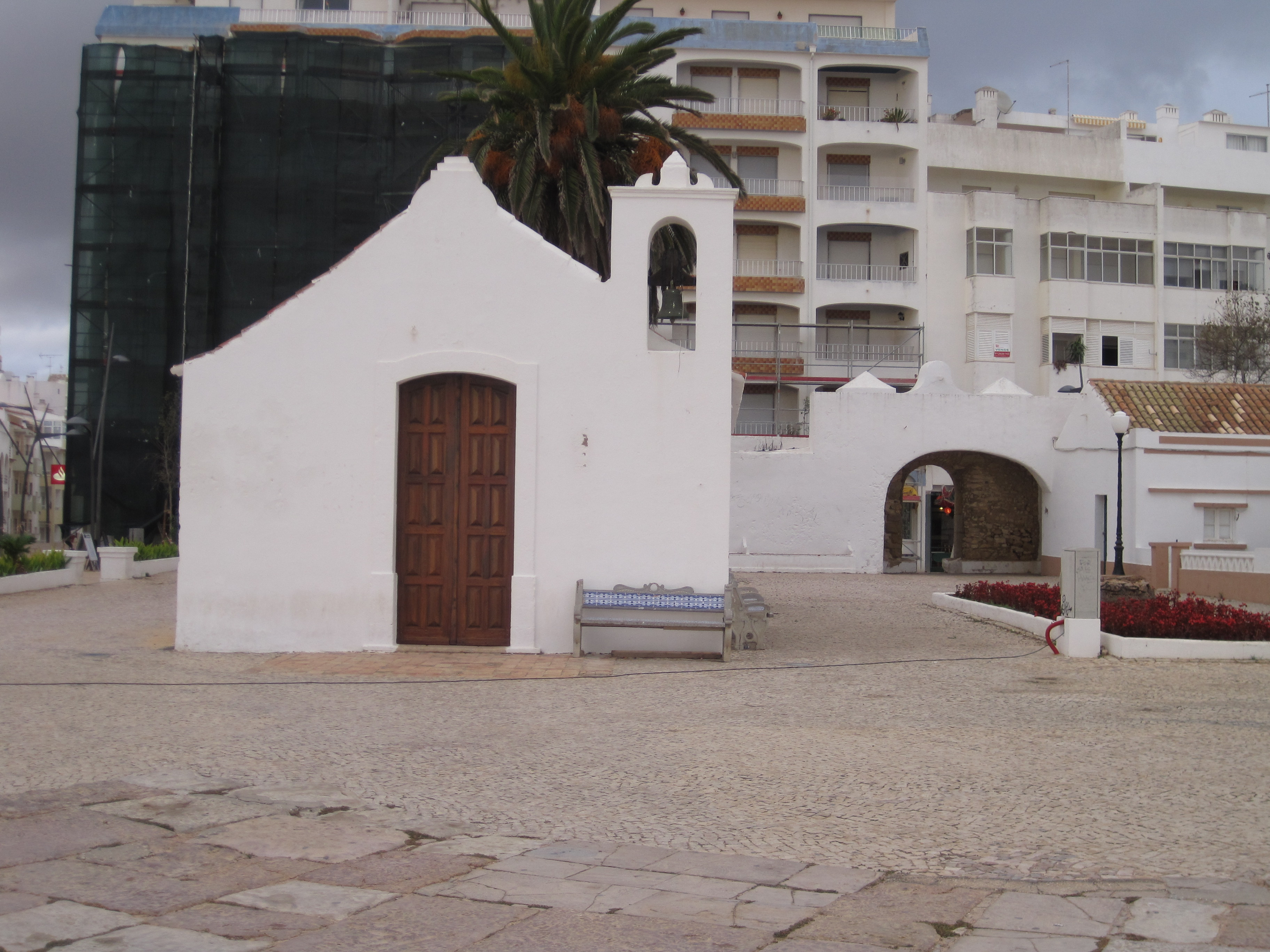
Capela de Santo António
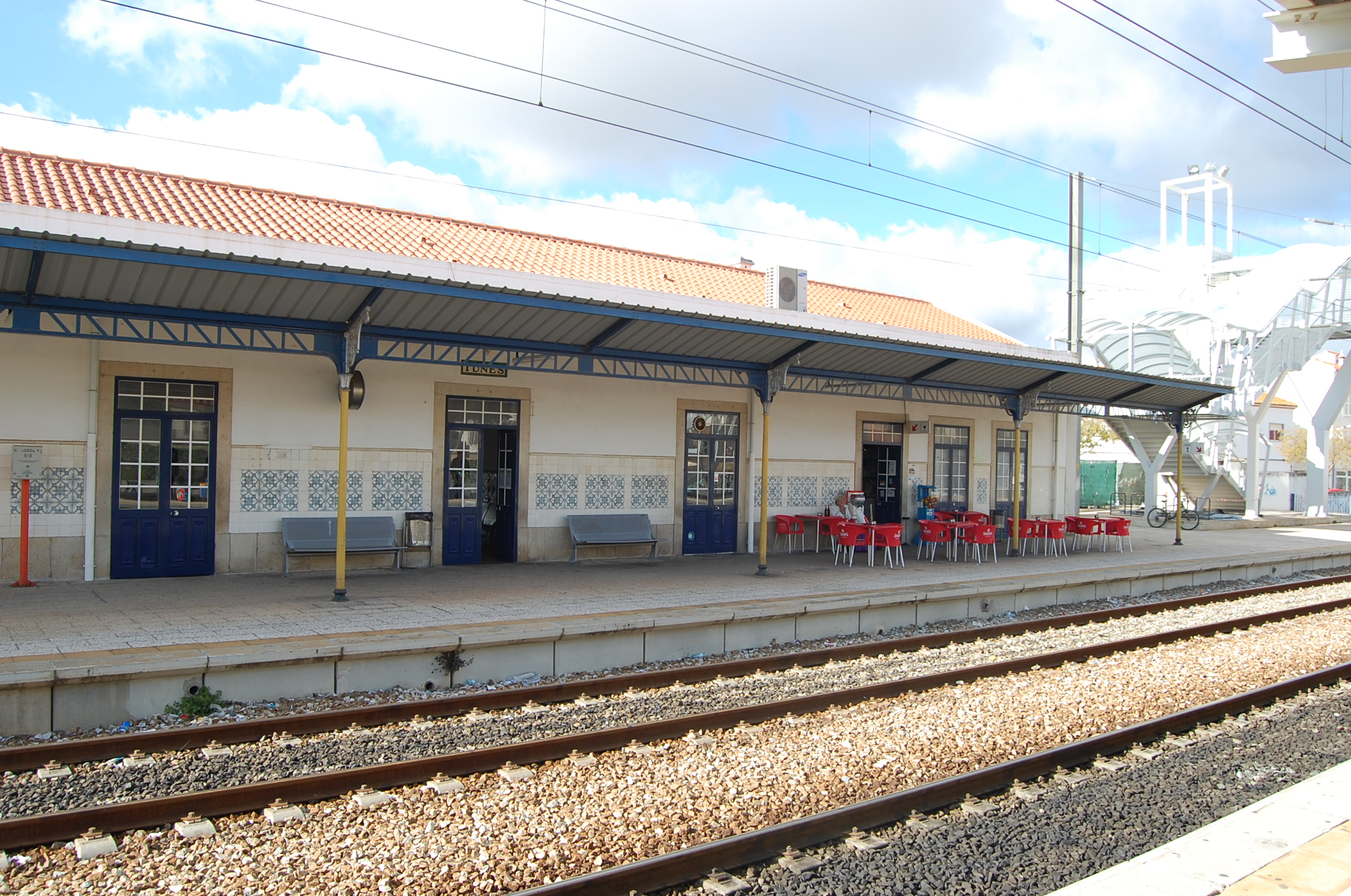
Estação Ferroviária de Tunes
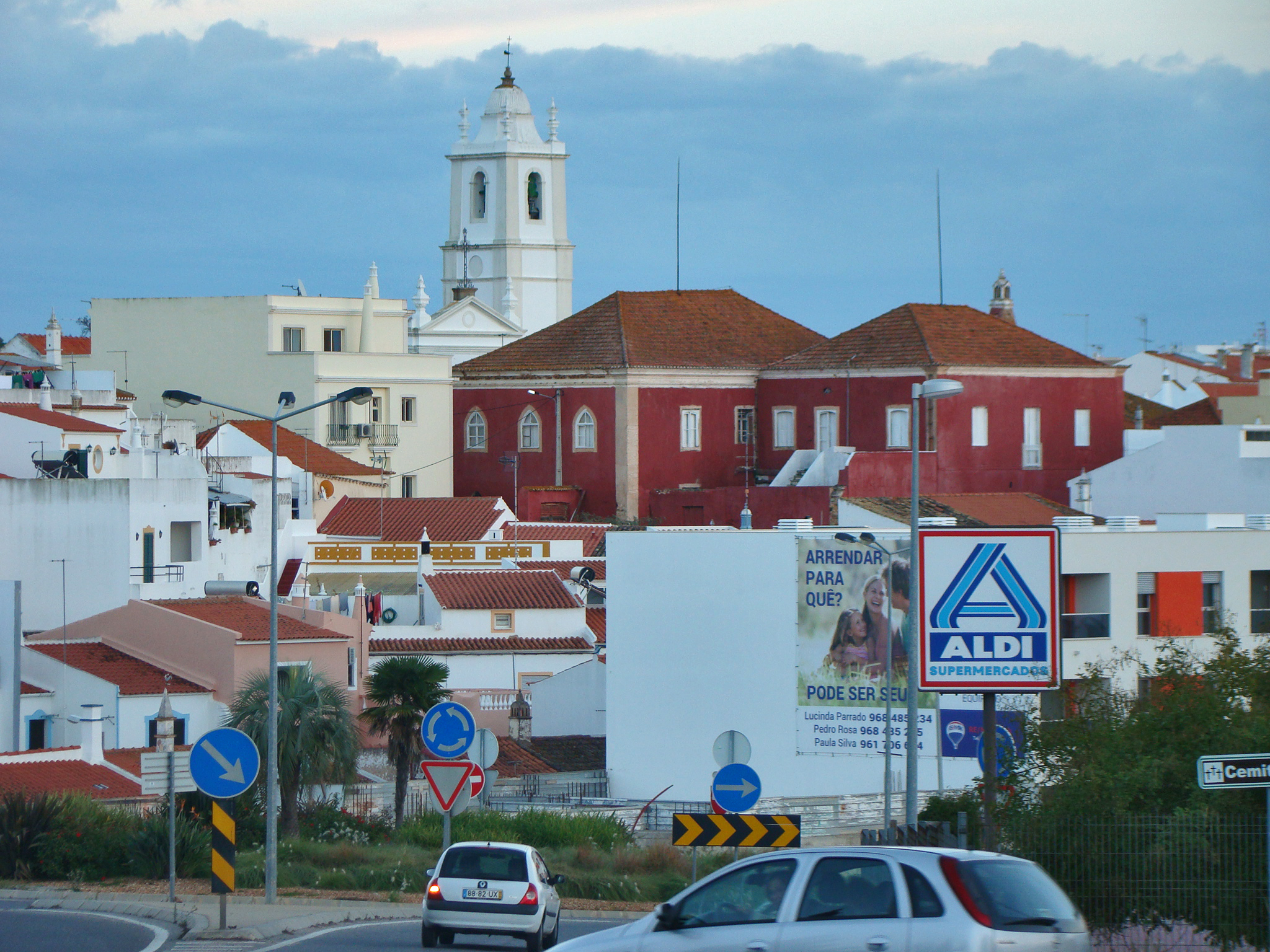
Alcantarilha
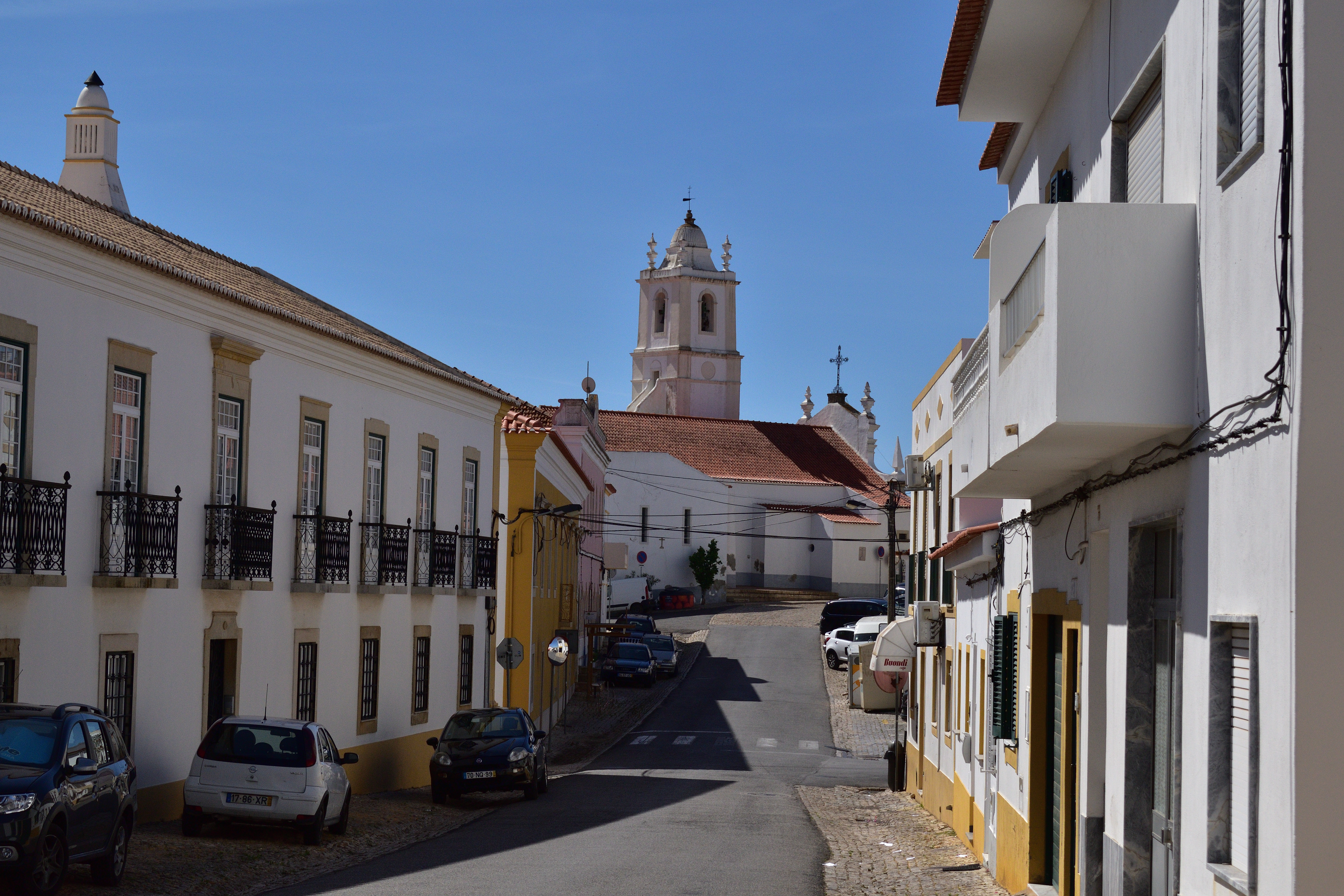
Rua 25 de Abril - Alcantarilha
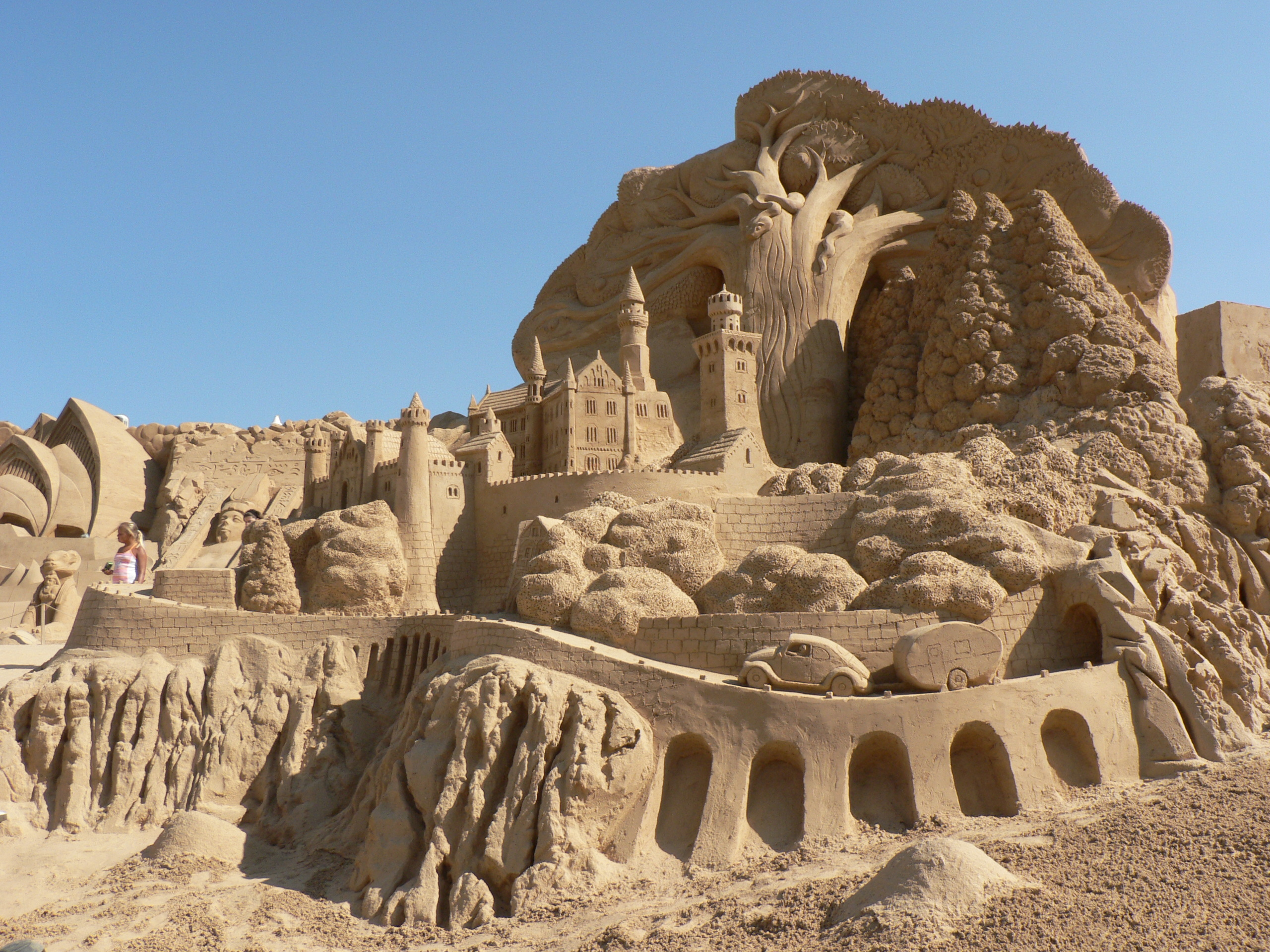
Escultura em areia Castelo de Neuschwanstein -  Festival Internacional de Escultura em Areia 2007
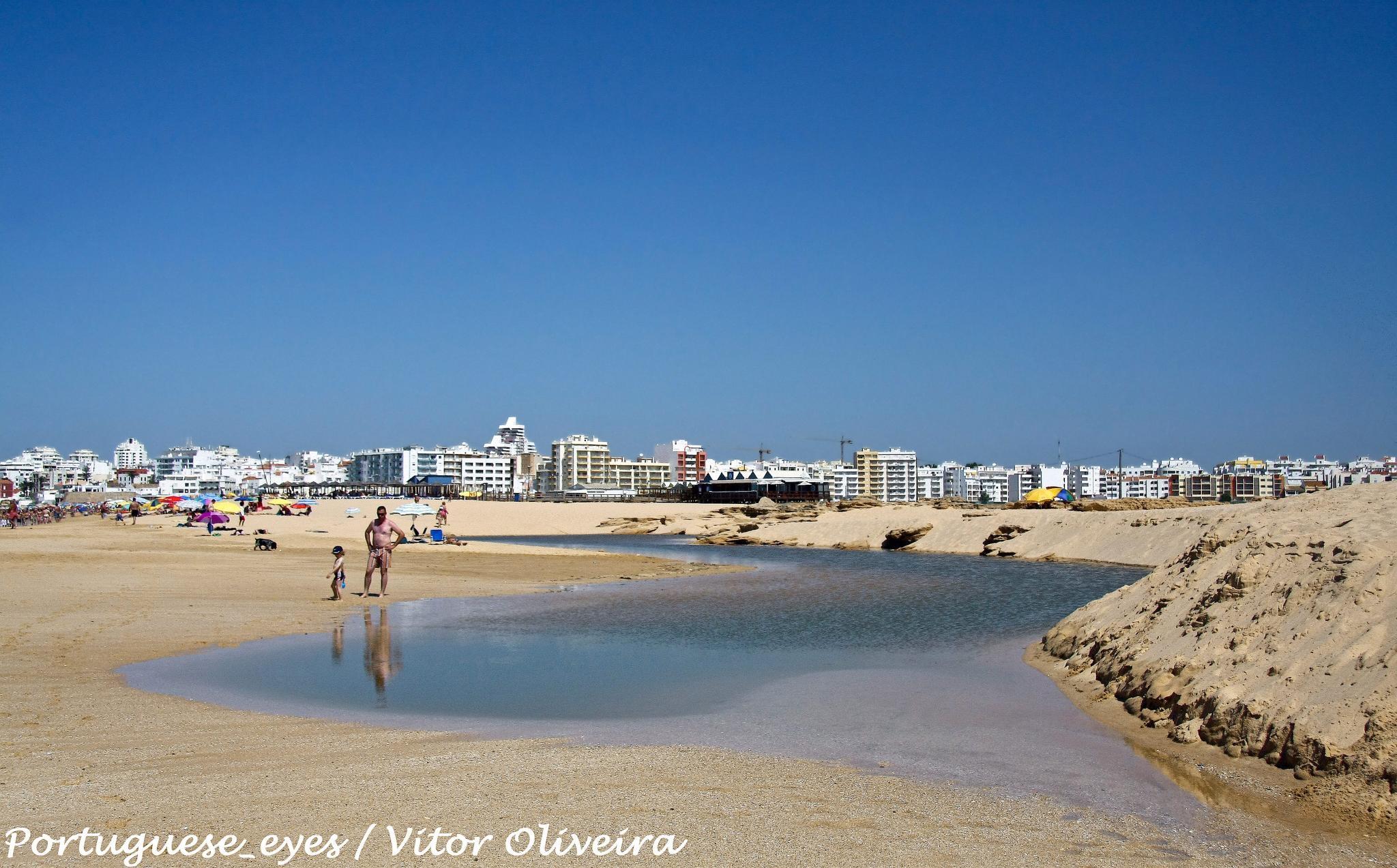
Ribeira de Alcantarilha
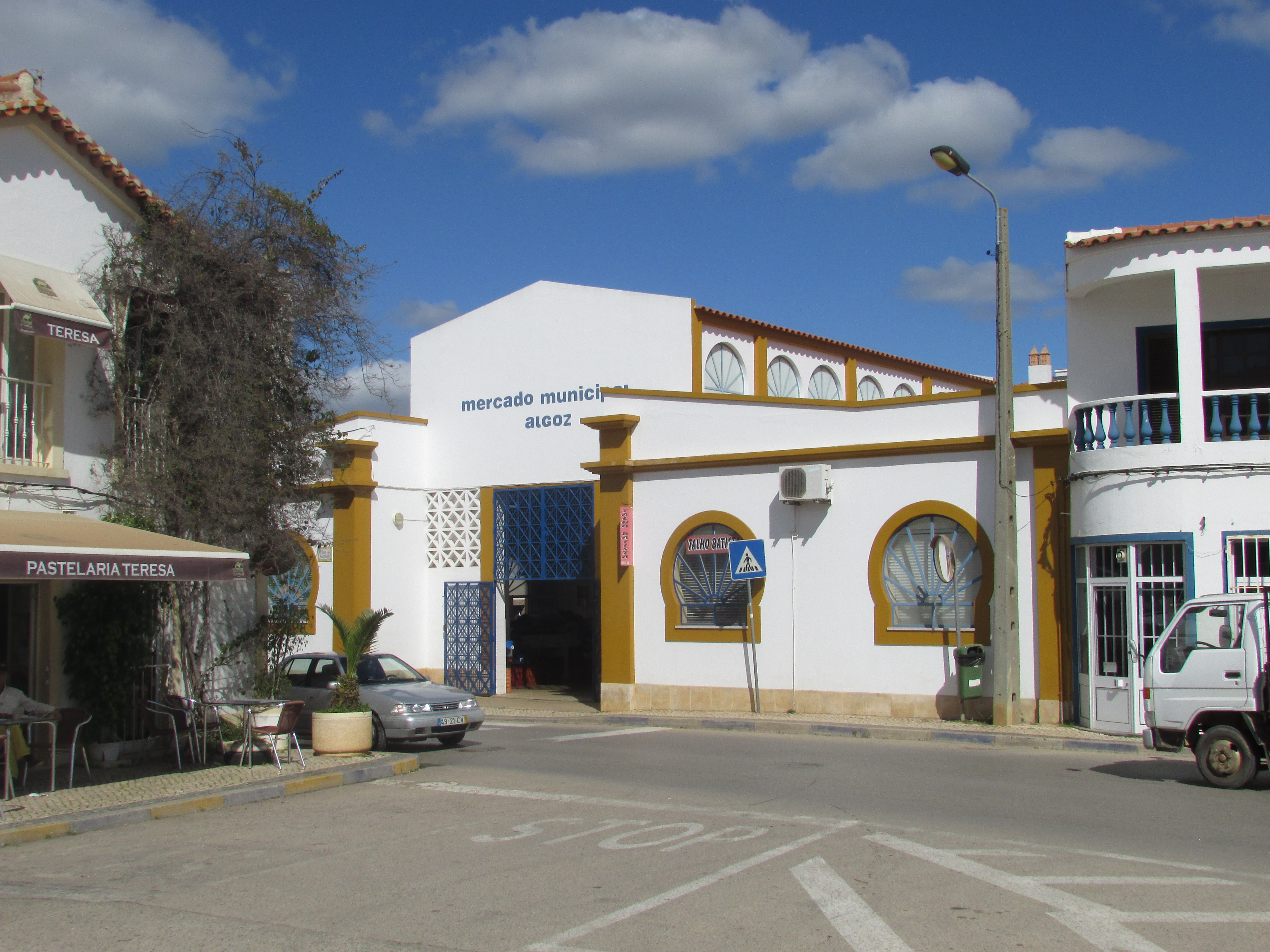
Mercado municipal de Algoz
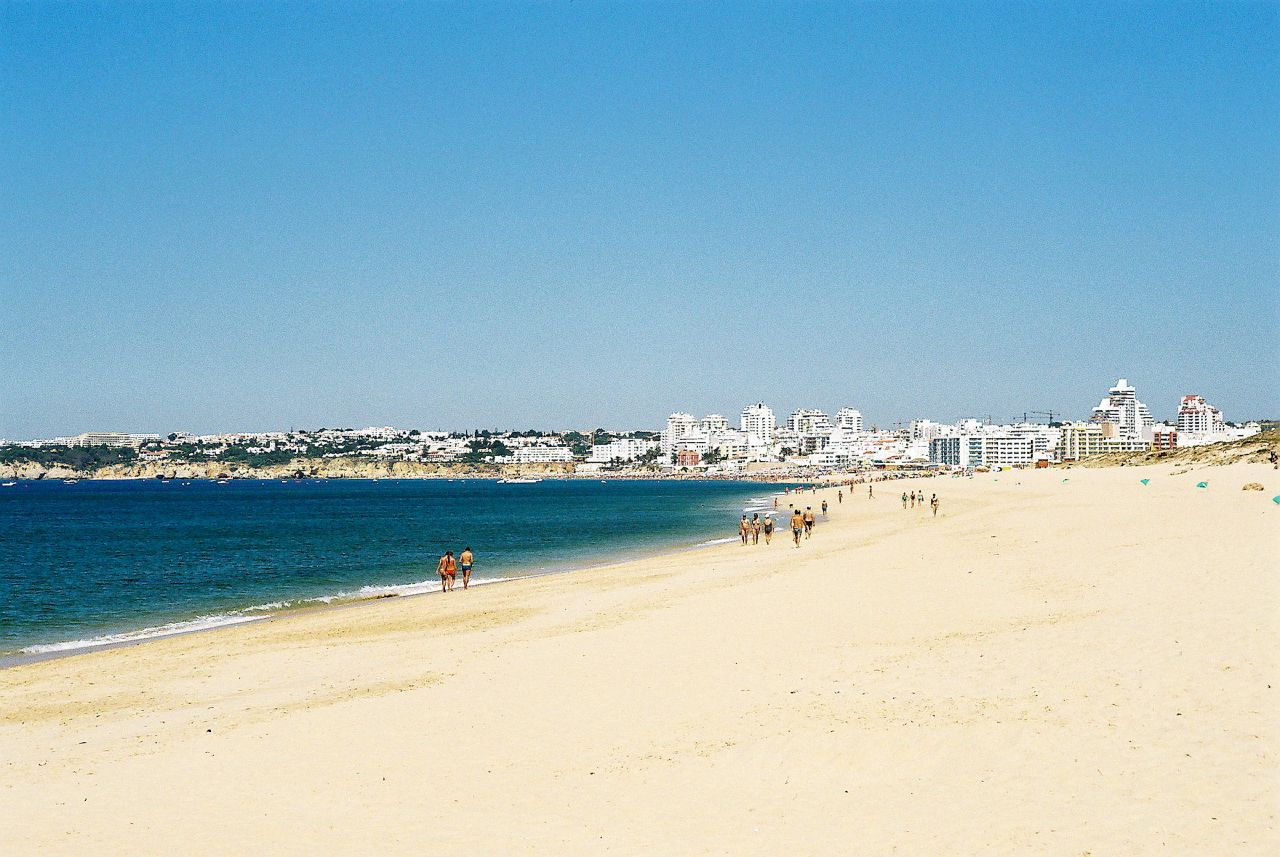
Praia Grande - Armação de Pêra
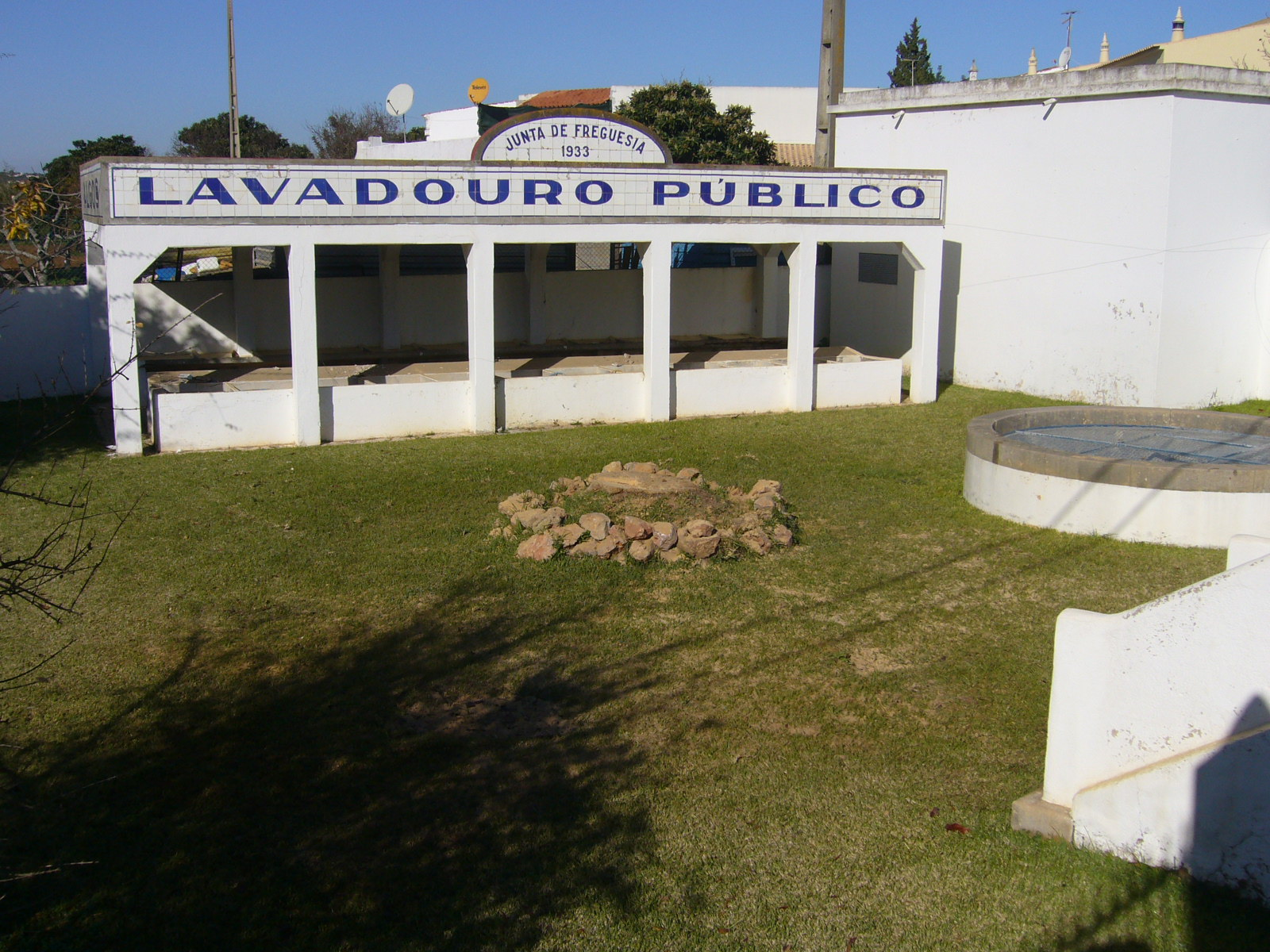
Lavadouro - Algoz
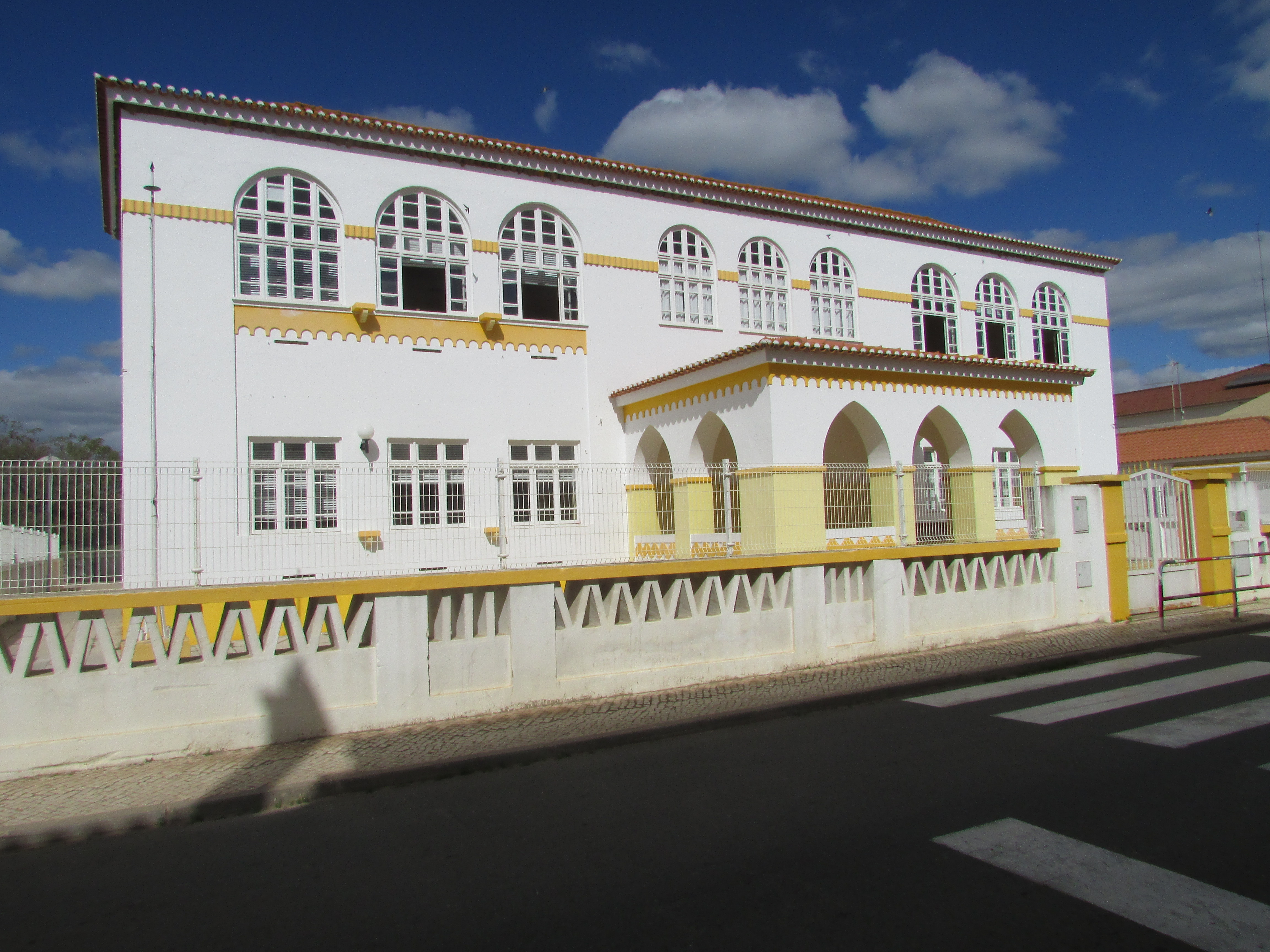
Rua do Alto do Palmeiral - Algoz
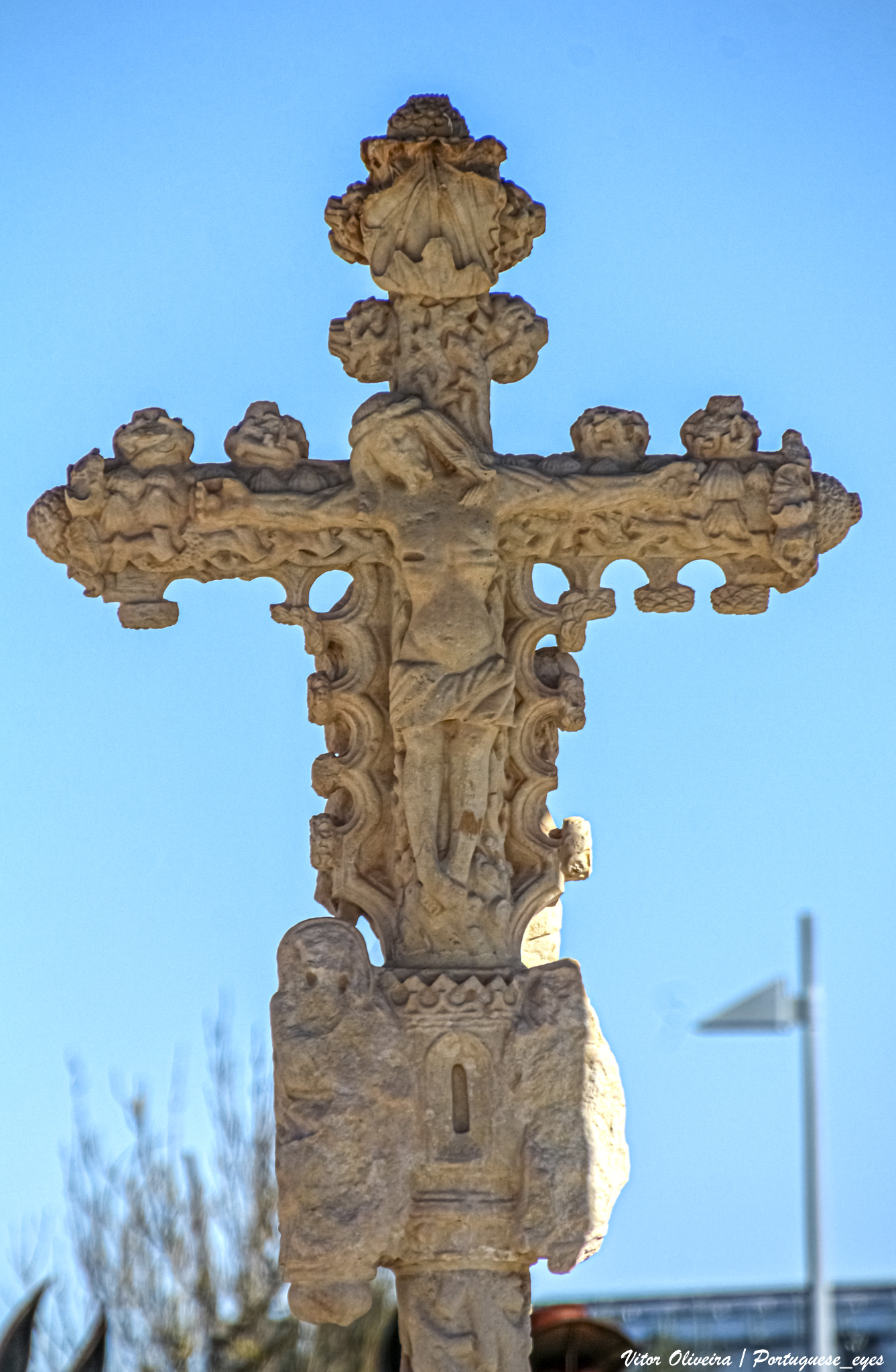
Cruz de Portugal - Um dos símbolos da cidade de Silves.
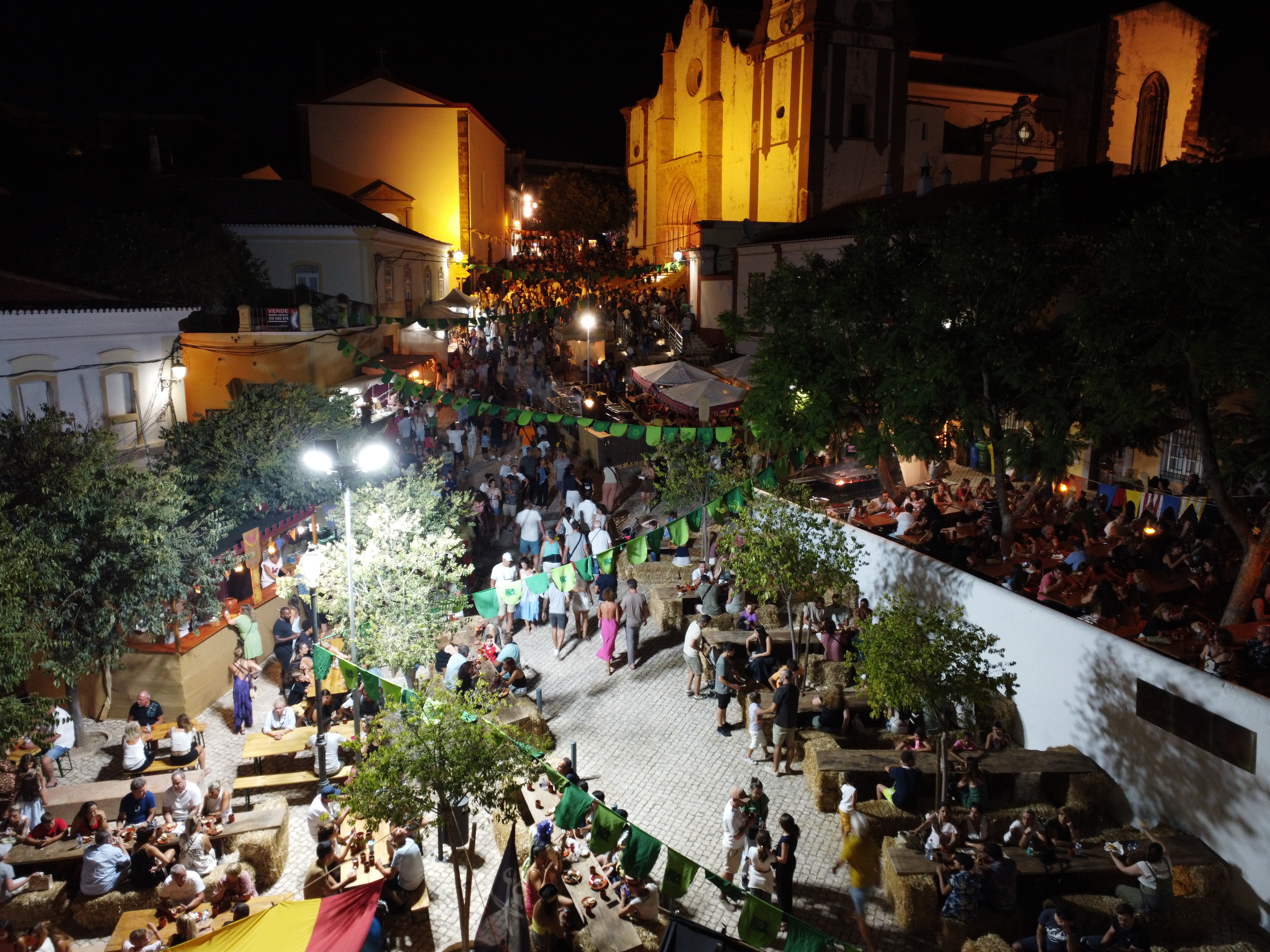
Feira Medieval de Silves de 2024.
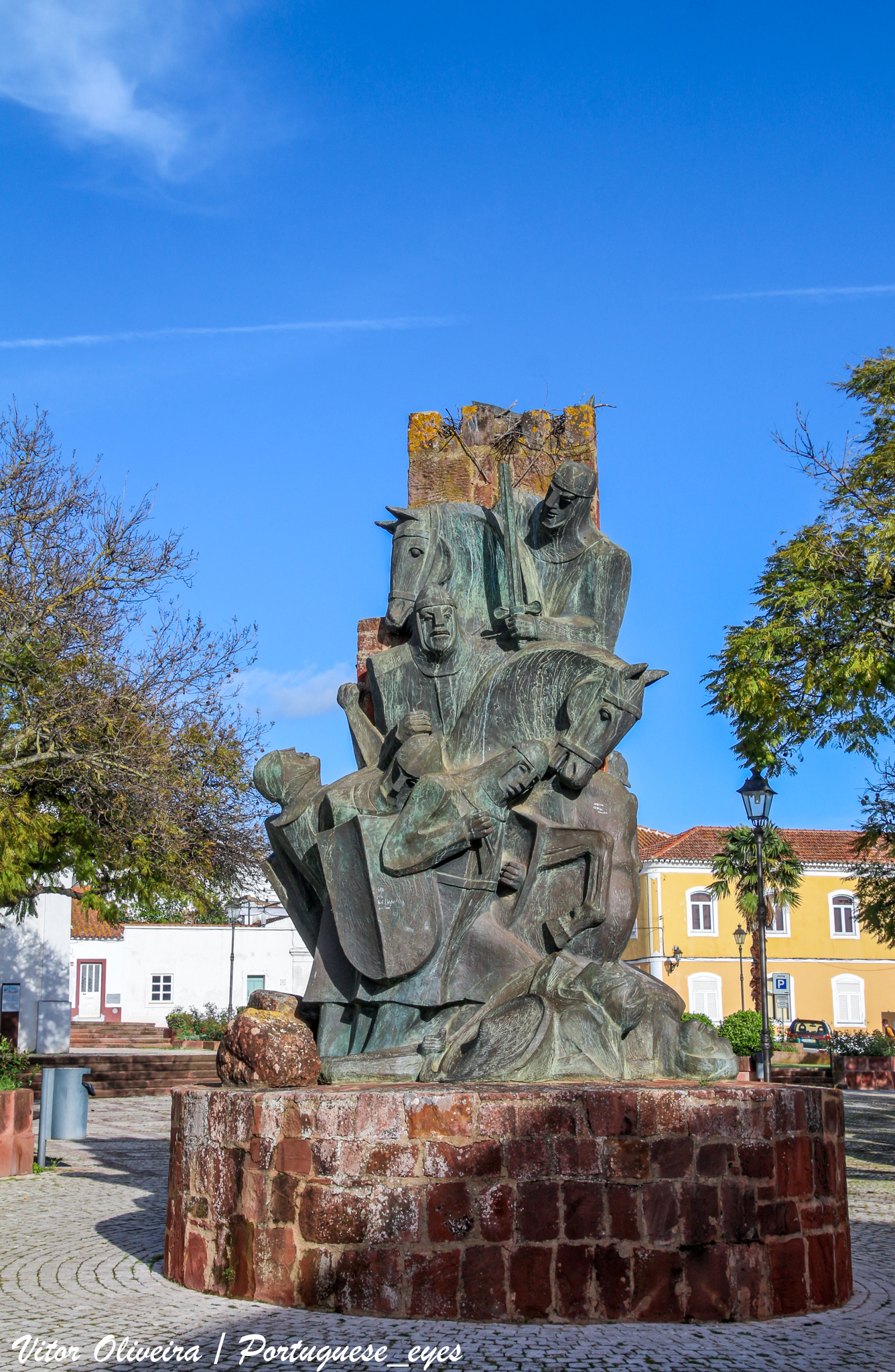
Monumento à Reconquista Cristã da cidade de Silves - Largo dos Mártires
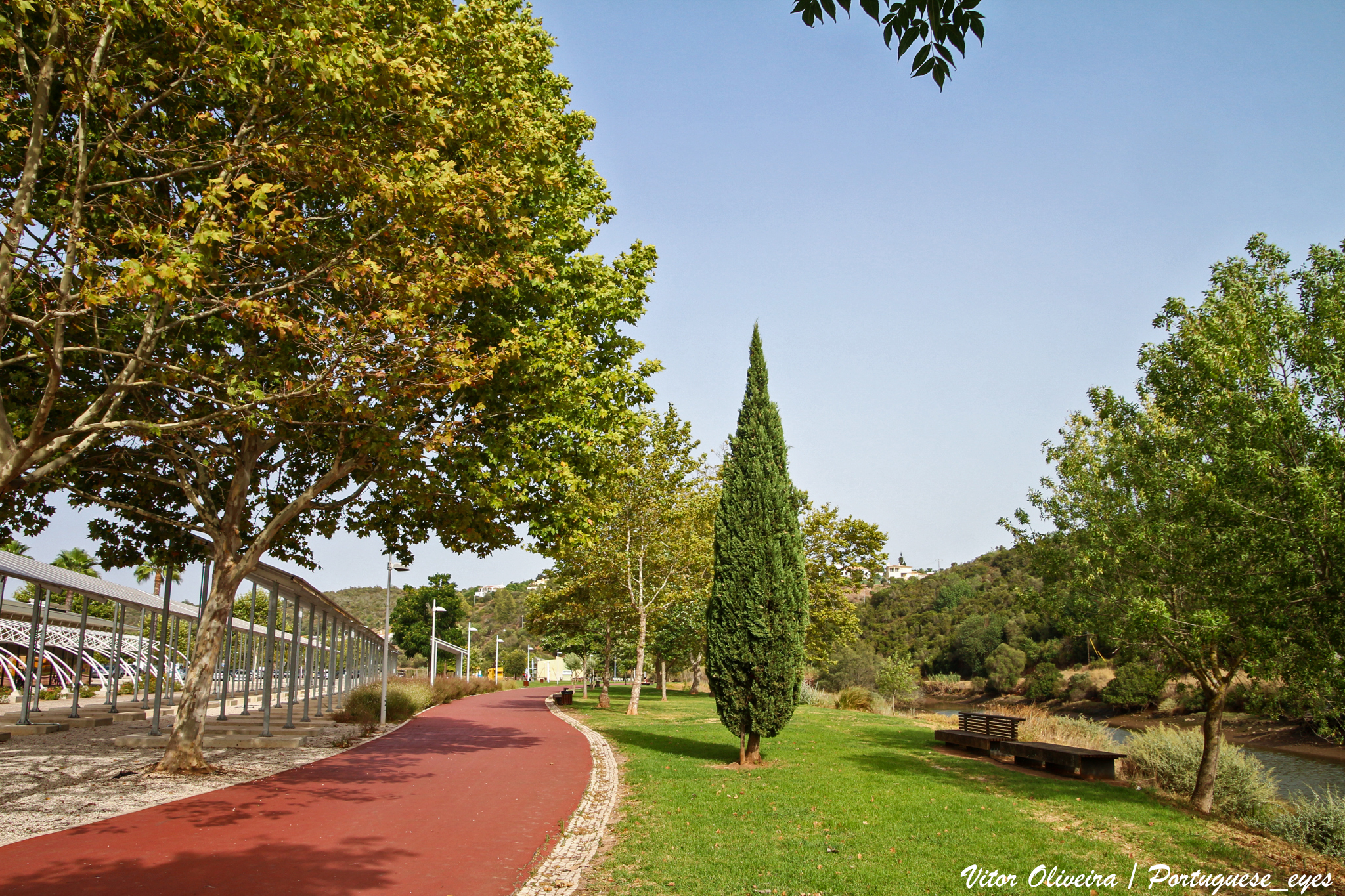
Parque da cidade - Zona Ribeirinha de Silves

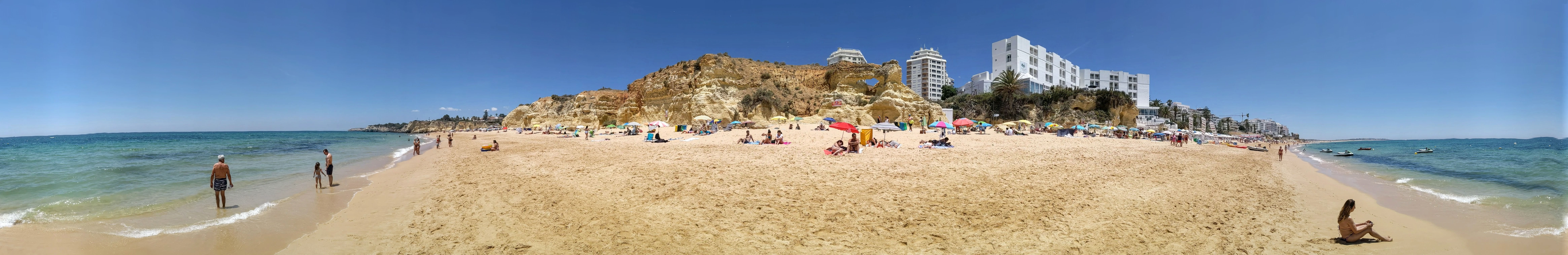
Vista panorâmica da Praia de Armação de Pêra

## Eventos
Festas:
- Feira Medieval de Silves
- Festival da Cerveja (Silves Beer Fest)
- Silves Urban Music (SUM)

###### Costumes e Tradições:
- Procissão Pascal - Silves
- Feira de Todos os Santos - Silves
- Festa em Honra da Nossa Senhora dos Aflitos - Armação de Pêra

## Geminações
A Cidade de Silves é geminada com as seguintes cidades:
- Aquiraz, Ceará,Brasil
- Marraquexe, Marraquexe-Safim, Marrocos